# Дирижабль

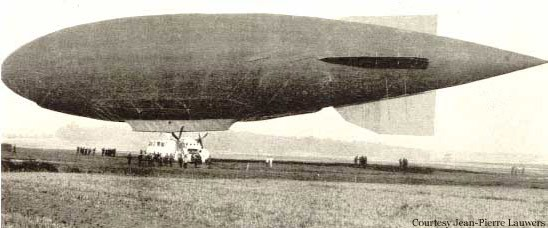
Мягкий дирижабль, 1910‑е годы

Дирижа́бль (от фр. dirigeable — «управляемый»), также управля́емый аэроста́т — вид воздушного судна, снабжённого силовой установкой и способного передвигаться в заданном направлении со значительной скоростью в большом диапазоне высот. Как и аэростаты дирижабли относятся к аппаратам легче воздуха — баллон, обычно наполняемый гелием вытесняет объём воздуха по весу превышающий совокупный вес дирижабля, что позволяет воздушному судну преодолевать земное притяжение и отрываться от земли.
Корпус дирижабля представляет собой тело удобно обтекаемой формы, объёмом от 2000 до 200 000 м3, снабжённое стабилизаторами, вертикальными и горизонтальными рулями, в составе системы управления ориентацией, обеспечивающей возможность передвигаться в любом направлении независимо от направления воздушных потоков. 
На дирижаблях устанавливаются мощные моторы (обычно поршневые), приводящие во вращение воздушные винты, создающие тягу. По конструкции корпуса́ дирижаблей делятся на 3 типа: нежёсткие (мягкие), жёсткие, полужёсткие.
Строившиеся в 1930-х годах жёсткие дирижабли представляли собой гигантские воздушные корабли с дальностью беспосадочного полёта 10 000—15 000 км, с полезной нагрузкой до 90 тонн (полный вес около 200 тонн). По сравнению с самолётами дирижабли обладают преимуществом — возможностью долго оставаться над определённым районом, так как в тихую погоду они могут держаться в воздухе без затраты горючего, остановив двигатели.
Дирижабли целесообразно использовались для дальней разведки над океанами и сопровождения караванов морских судов. Применение дирижаблей в настоящее время весьма ограничено из-за их малой скорости и слабой манёвренности, а также из-за сложности управления ими и эксплуатации их в воздухе и на земле.

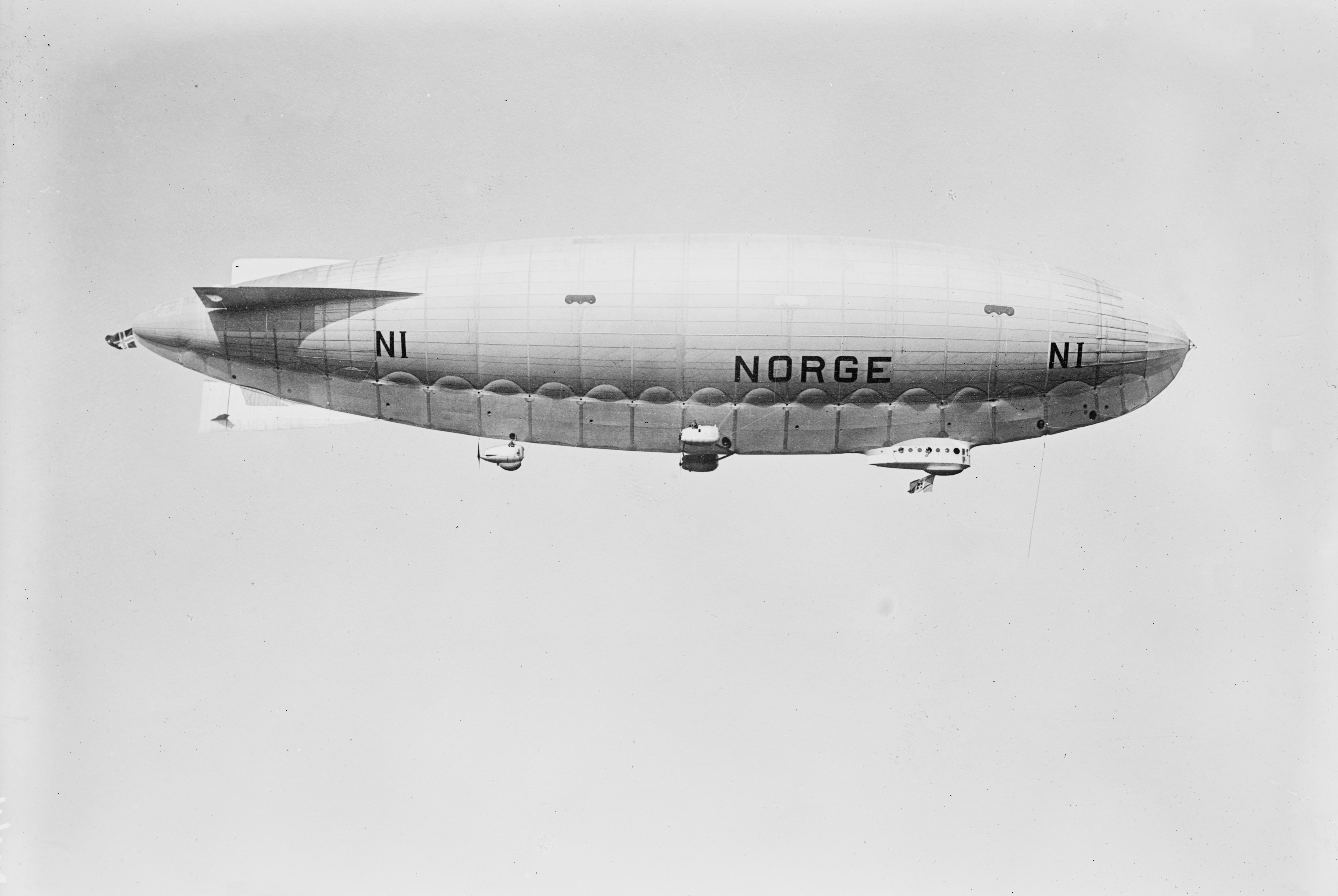
Полужёсткий дирижабль, 1920-е годы

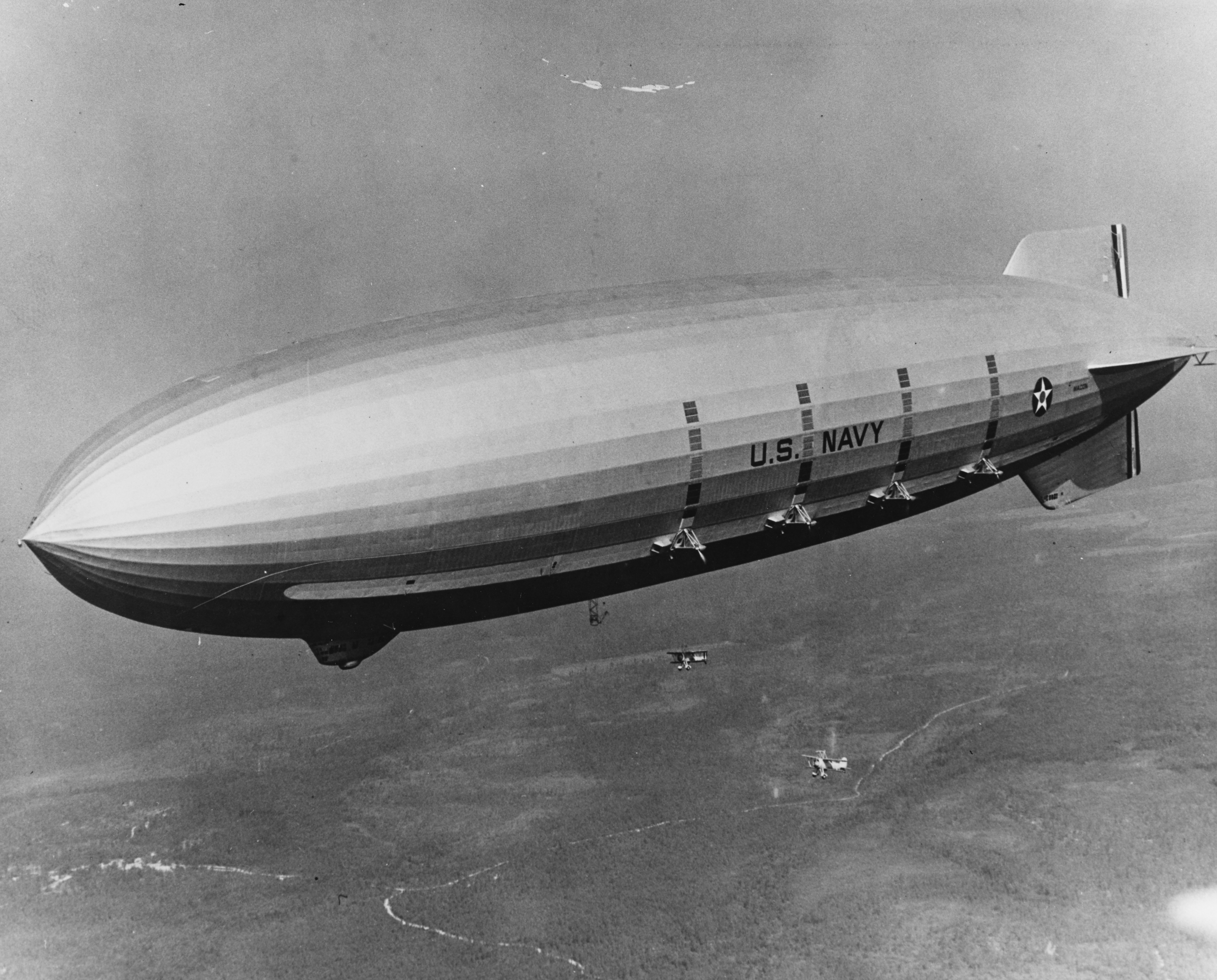
Жёсткий дирижабль, 1930-е годы

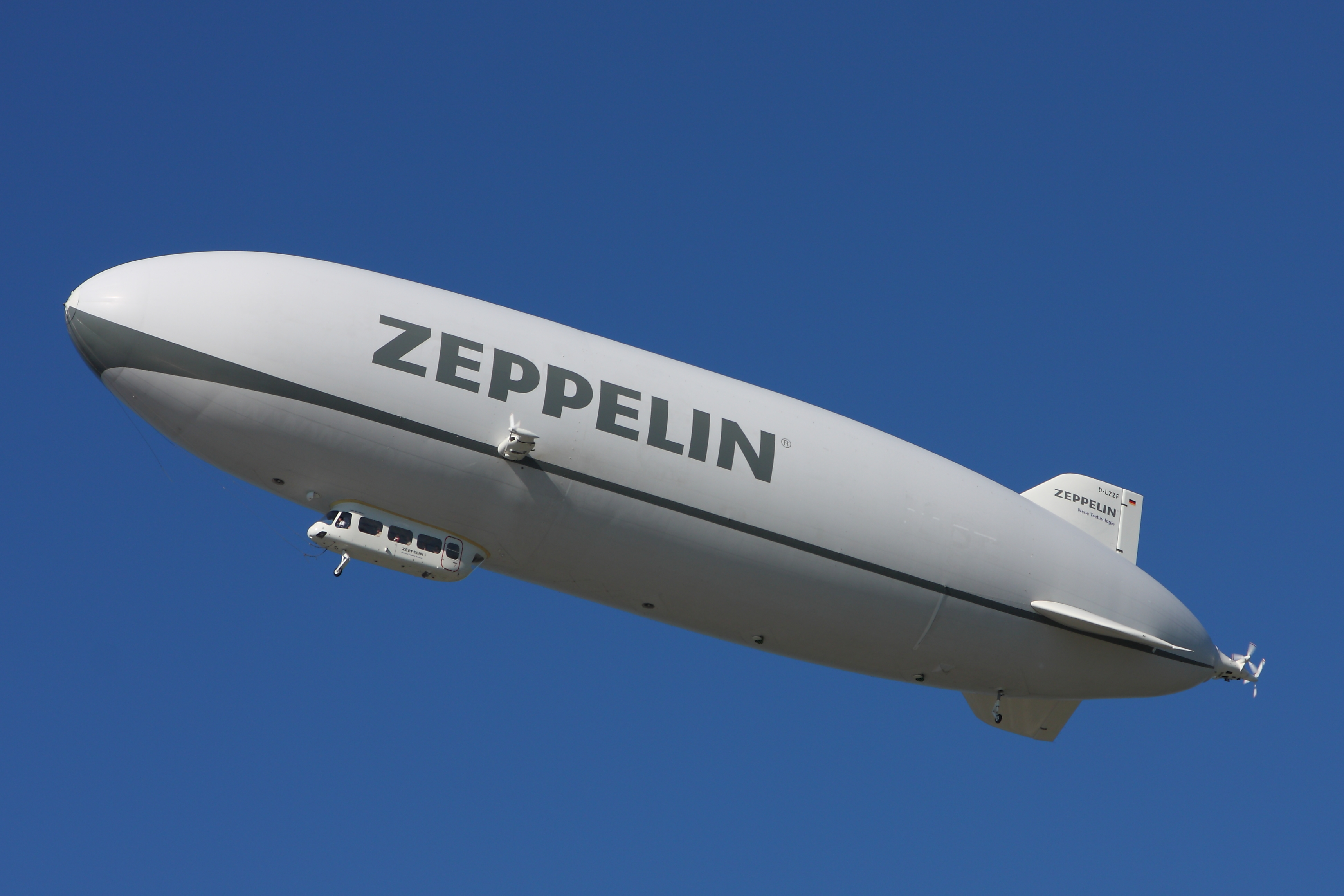
Современный дирижабль, 2010-е годы

## Устройство и принцип действия

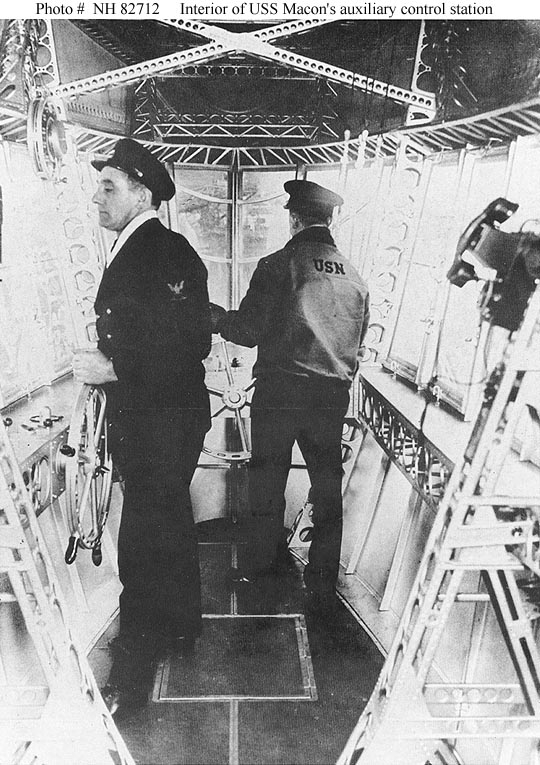
Рубка управления. (Дирижабль США USS Macon (ZRS-5))

### Принцип действия
Поскольку дирижабль является летательным аппаратом легче воздуха, то он будет «плавать» в воздухе за счёт выталкивающей (подъёмной) силы в соответствии с законом Архимеда, если его средняя плотность равна или меньше плотности атмосферы. Обычно оболочка классического дирижабля наполняется газом легче воздуха (водородом, гелием), при этом грузоподъёмность дирижабля пропорциональна внутреннему объёму оболочки с учётом массы конструкции.

### Устройство
В конструкции дирижабля всегда предусмотрена оболочка для размещения газа легче воздуха под давлением. Давление газа внутри оболочки обеспечивает противодействие её смятию давлением внешней атмосферы. На ранних дирижаблях весь газ помещали в оболочке с единым объёмом и простой стенкой из промасленной или лакированной ткани. Впоследствии оболочки стали делать из прорезиненной ткани или других (синтетических) материалов однослойными или многослойными для предотвращения утечек газа и увеличения их срока службы, а объём газа внутри оболочки стали разделять на отсеки — балоны . В настоящее время применение стеклопластика для изготовления оболочки дирижабля считается перспективным.
Для компенсации влияния метеоусловий и компенсации уменьшения массы аппарата (за счёт расхода топлива для двигателей) на подъёмную силу дирижабля, а также для обеспечения возможности вертикальной посадки («Aeroscraft» Великобритания), в его состав может быть введена система управления подъёмной силой, в которой может использоваться аэродинамическая подъёмная сила оболочки, возникающая при увеличении угла её атаки, а также путём сжатия атмосферного воздуха закачкой и хранения его в баллонетах внутри оболочки или путём выпуска его из баллонетов. Кроме того, в состав оболочки обязательно включаются газовые (для несущего газа) предохранительные клапаны (для предупреждения разрыва оболочки из-за увеличения растягивающих оболочку сил при увеличении высоты полёта и при увеличении в ней температуры), а также предохранительные воздушные клапаны на воздушных баллонетах. Газовые клапаны открываются только после того, когда полностью опорожнятся воздушные баллонеты. Альтернатива газовым клапанам — система закачки части рабочего газа в металлические баллоны для хранения на борту в сжатом состоянии.
На первых дирижаблях полезный груз, экипаж и силовую установку с запасом топлива помещали в гондоле. Впоследствии двигатели были перенесены в мотогондолы, а для экипажа и пассажиров стала выделяться пассажирская гондола.
Кроме оболочки, гондол и двигателя в конструкции классического дирижабля предусмотрена обычно простейшая гравитационная и аэродинамическая система управления ориентацией и стабилизацией аппарата. Гравитационная система может быть как пассивной, так и активной. Пассивная гравитационная стабилизация осуществляется по тангажу и крену даже при нулевой скорости полёта, если гондола (гондолы) установлена ниже (в нижней части) оболочки (смотрите приведённые в статье фото дирижаблей). При этом, чем больше расстояние между оболочкой и гондолой, тем больше устойчивость аппарата к возмущающим воздействиям. Активная гравитационная стабилизация и ориентация обычно осуществлялась по тангажу путём перемещения вперёд или назад (вдоль продольной оси аппарата) некоторого груза или балласта (причём, чем жёстче конструкция дирижабля, тем управляемость лучше). Аэродинамическая же стабилизация и ориентация аппарата осуществляется по тангажу и курсу (рысканию) при помощи хвостового оперения (аэродинамических стабилизаторов и рулей) только при значительной скорости его полёта. При незначительной скорости полёта эффективность аэродинамических рулей недостаточна для обеспечения хорошей манёвренности аппарата. На современных дирижаблях всё чаще применяется активная автоматическая система ориентации и стабилизации по трём его строительным осям, где в качестве исполнительных органов системы применяются поворотные винтовые движители (в Кардановом подвесе).
Устройства причаливания на первых дирижаблях представляли собой гайдропы — тросы по 228 метров или более длинные, свободно свисающие с оболочки. При снижении дирижабля до нужной высоты многочисленная причальная команда хваталась за эти тросы, притягивая дирижабль к точке посадки. Впоследствии для причаливания дирижаблей стали строить причальные мачты, а сами аппараты снабжать автоматическим причальным узлом.

### Типы дирижаблей
Дирижабли, изготавливаемые и эксплуатируемые в разные времена и до настоящего времени, различаются по следующим типам, назначению и способам.
- По типу оболочки: мягкие, полужёсткие, жёсткие.
- По типу силовой установки: с паровой машиной, с бензиновым двигателем, с электродвигателем, с дизелями, с газотурбинным
- По типу двигателя: крыльевые, с воздушным винтом, с импеллером, турбореактивные (в настоящее время практически всегда двухконтурные).
- По назначению: пассажирские, грузовые, и специальные (в частности военные).
- По способу создания архимедовой силы: наполнением оболочки газом легче воздуха, подогревом воздуха в оболочке (термодирижабли и термопланы), вакуумированием оболочки, комбинированные.
- По способу управления подъёмной силой: стравливание подъёмного газа, управление температурой подъёмного газа, закачка/стравливание балластного воздуха, сжатие и закачка подъёмного газа в металлические баллоны/стравливание подъёмного газа из металлических баллонов в рабочие балонеты, изменяемый вектор тяги силовой установки, аэродинамический.

### Двигатели

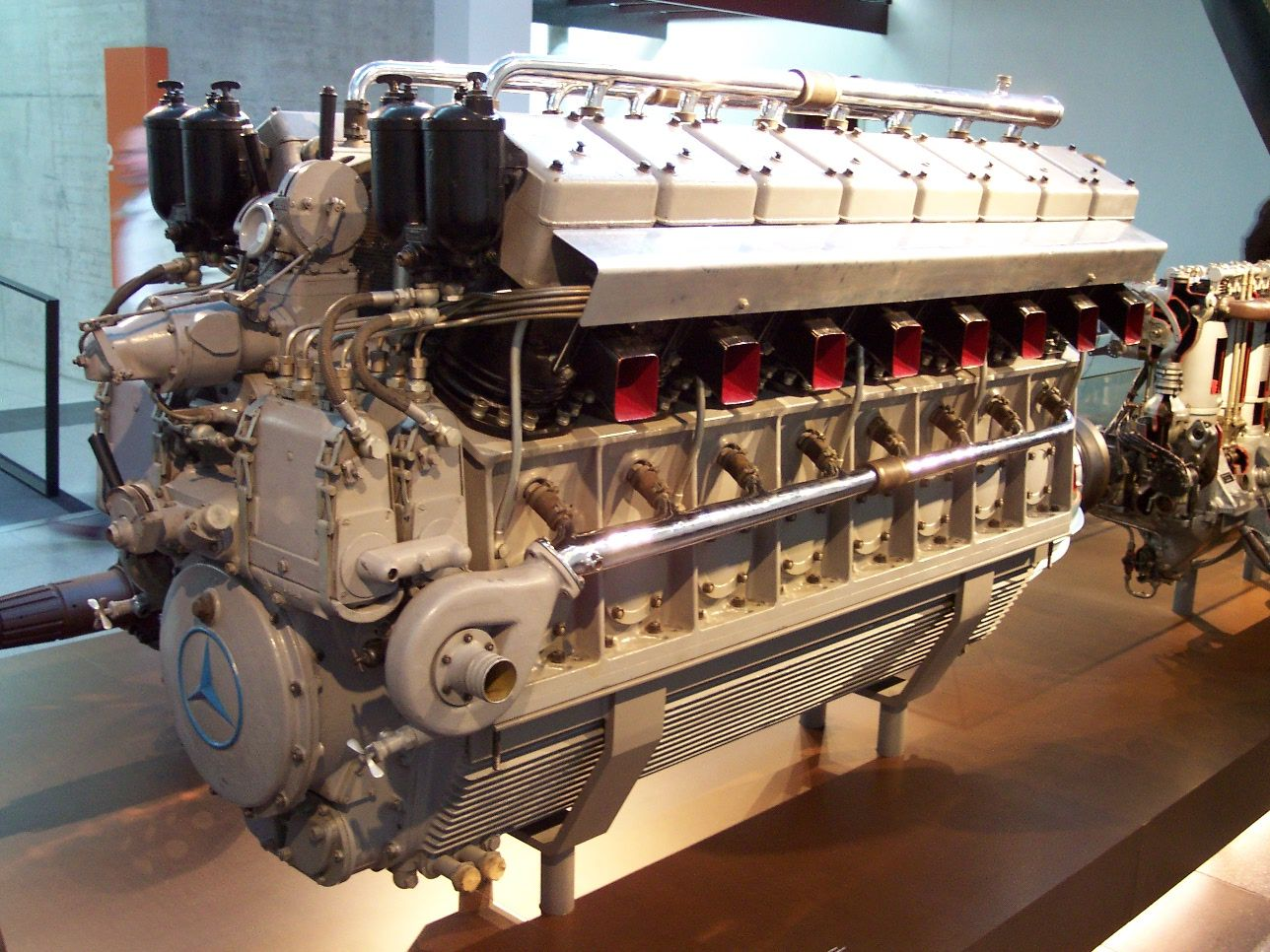
Daimler-Benz DB 602. Дизельный двигатель дирижабля «Гинденбург»

Самые первые дирижабли приводились в движение паровым двигателем или мускульной силой. В 1880-х годах были впервые применены тяговые электродвигатели. С 1890-х стали широко применяться двигатели внутреннего сгорания. На протяжении XX века дирижабли оснащались практически исключительно ДВС — авиационными и, значительно реже, дизельными (на некоторых цеппелинах и некоторых современных дирижаблях). В качестве движителей в этих случаях используются воздушные винты. Стоит также отметить крайне редкие случаи применения турбовинтовых двигателей — в дирижабле GZ-22 «The Spirit of Akron» и советском проекте «Д-1». В основном подобные системы, равно как и турбореактивные, остаются лишь на бумаге. В теории, в зависимости от конструкции, часть энергии подобного двигателя может быть использована для создания реактивной тяги.

### Полёт
В полёте классический дирижабль обычно управляется одним или двумя пилотами, причём первый пилот в основном поддерживает заданный курс аппарата, а второй пилот непрерывно следит за изменениями угла тангажа аппарата и вручную с помощью штурвала либо стабилизирует его положение, либо изменяет угол тангажа по команде командира.
Набор высоты и снижение производят, наклоняя дирижабль рулями высоты или поворотом мотогондол — движители тогда тянут его вверх или вниз.

### Причаливание

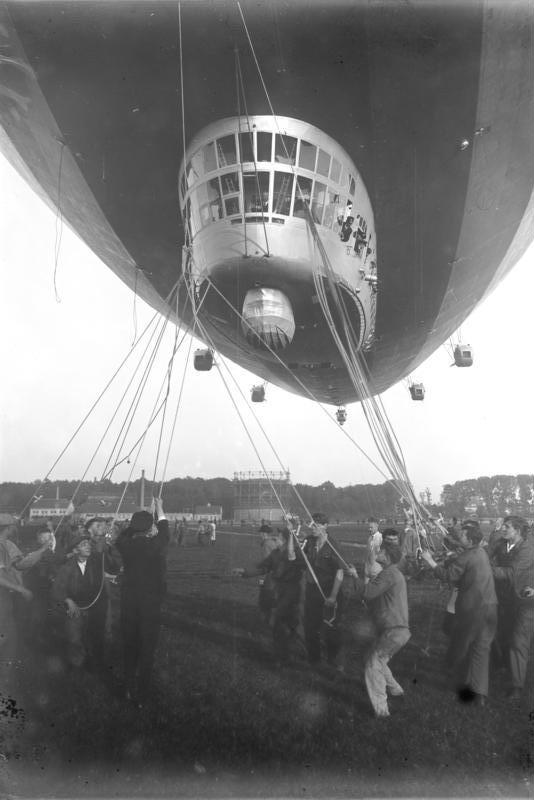
При причаливании дирижабля находящиеся на земле люди подбирали сброшенные с разных точек дирижабля канаты и привязывали их к подходящим наземным объектам.

В отличие от современных, крупные классические дирижабли 1930‑х гг. практически не были приспособлены к посадке на не оборудованную площадку, как это может сделать, например, вертолёт. Данные эксплуатационные ограничения вызваны несоизмеримостью управляющих воздействий и ветровых возмущений, то есть из-за недостаточной манёвренности (См. раздел «Устройство»).

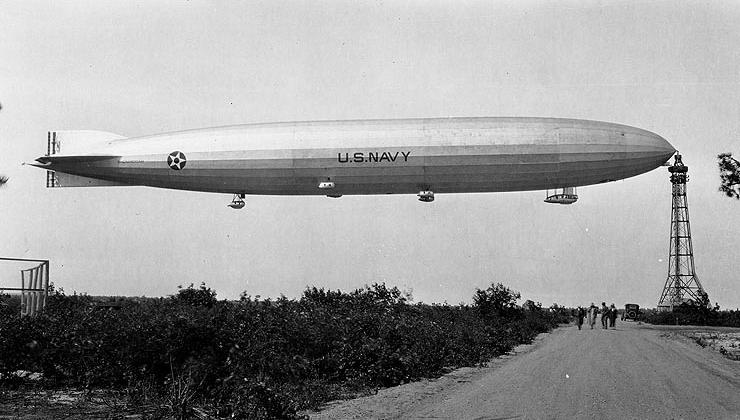
Жёсткий дирижабль ZR‑1 «Шенандоа» на причальной мачте

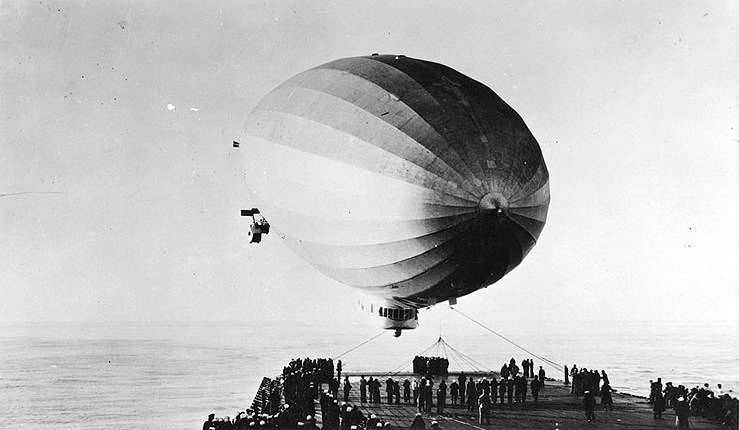
Жёсткий дирижабль ZR‑3 «Лос Анджелес» (немецкий дирижабль LZ 126) на тросовом причале (на авианосце USS Саратога (CV-3) 27 января 1928 года.

С вершины причальной мачты сбрасывали гайдроп, который прокладывали по земле по ветру. Дирижабль подходил к мачте с подветренной стороны, и с его носа также сбрасывали гайдроп. Люди на земле связывали эти два гайдропа, и затем лебёдкой дирижабль подтягивали к мачте — его нос фиксировался в стыковочном гнезде. Причаленный дирижабль может свободно вращаться вокруг мачты, как флюгер.
При взаимодействии дирижаблей с флотом использовались специальные авианосцы, оборудованные причальными мачтами.

## Типы

### По конструкции
Конструктивно дирижабли разделены на три основные типа: мягкие, полужёсткие и жёсткие.

#### Мягкий и полужёсткий типы

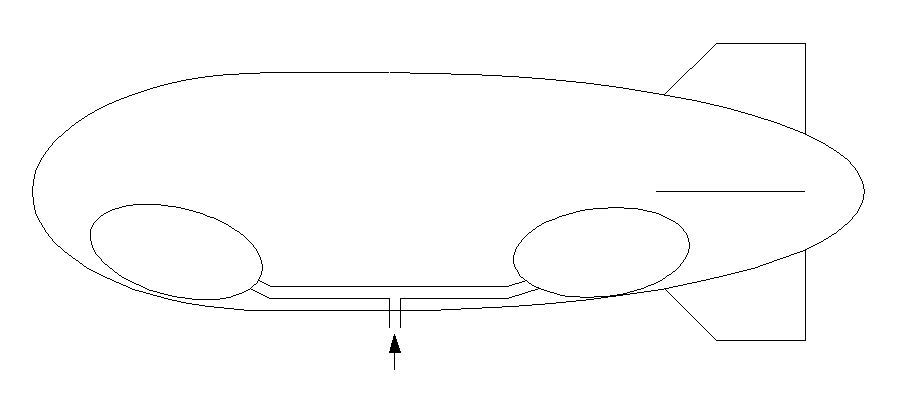
В мягких дирижаблях неизменяемость внешней формы достигается избыточным давлением несущего газа, постоянно поддерживаемым баллонетами — мягкими ёмкостями.

В дирижаблях мягкого и полужёсткого типа оболочка для несущего газа мягкая, которая приобретает требуемую форму и относительную жёсткость только после закачки в неё несущего газа под определённым давлением. Дирижабли полужёсткого типа отличаются наличием в нижней (как правило) части оболочки металлической (в большинстве случаев на всю длину оболочки) килевой фермы. (Наиболее известные полужёсткие дирижабли: «Италия», «Норвегия».) Килевая ферма состояла из стальных шпангоутов треугольной формы, соединённых стальными же продольными стрингерами. Спереди к килевой ферме было прикреплено носовое усиление, представлявшее собой стальные трубчатые фермы, скреплённые поперечными кольцами, а сзади — кормовое развитие. К килевой ферме снизу подвешены гондолы: в одной располагались рубка управления и пассажирские помещения, в трёх мотогондолах — двигатели. В дирижаблях мягкого типа неизменяемость внешней формы достигается избыточным давлением несущего газа, постоянно поддерживаемым баллонетами — мягкими ёмкостями, расположенными внутри оболочки, в которые нагнетается воздух. В дирижаблях полужёсткого типа (кроме избыточного давления несущего газа) дополнительную жёсткость оболочке придаёт килевая ферма.
Циолковский писал:
...первый недостаток такого мягкого дирижабля, заключающийся в том, что в зависимости от погоды дирижабль то падает, то устремляется ввысь. <...>
Второй недостаток безбалонного дирижабля — постоянная опасность пожара, особенно при употреблении огневых двигателей. <...>

Третий недостаток мягкого дирижабля — объем и форма его постоянно изменяются, поэтому газовая оболочка образует морщины и большие складки, вследствие чего горизонтальная управляемость становится немыслимой.

#### Жёсткий тип
В жёстких дирижаблях неизменяемость внешней формы обеспечивалась металлическим (реже — деревянным) каркасом, обтянутым тканью, а газ находился внутри жёсткого каркаса в мешках (баллонах) из газонепроницаемой материи («Гинденбург»). Жёсткие дирижабли имели ряд недостатков, вытекавших из особенностей их конструкции: например, посадка на неподготовленную площадку без помощи с земли была чрезвычайно трудна, и стоянка жёсткого дирижабля на подобной площадке, как правило, заканчивалась аварией, так как хрупкий каркас при более-менее сильном ветре неминуемо разрушался, ремонт каркаса и замена его отдельных частей требовали значительного времени и опытного персонала, поэтому стоимость жёстких дирижаблей была очень высока.
Первые монококовые бескаркасные дирижабли (конструкция дирижаблей с металлической обшивкой) строились уже в 1890-е годы с целью уменьшить сопротивление воздуха. В 1920-е годы были предприняты попытки применения обшивки из алюминиевых сплавов. За всю историю дирижаблестроения было построено только четыре таких дирижабля, и из них только один — экспериментальный американский ZMC-2 — благополучно (хотя и не часто) летал в течение нескольких лет.

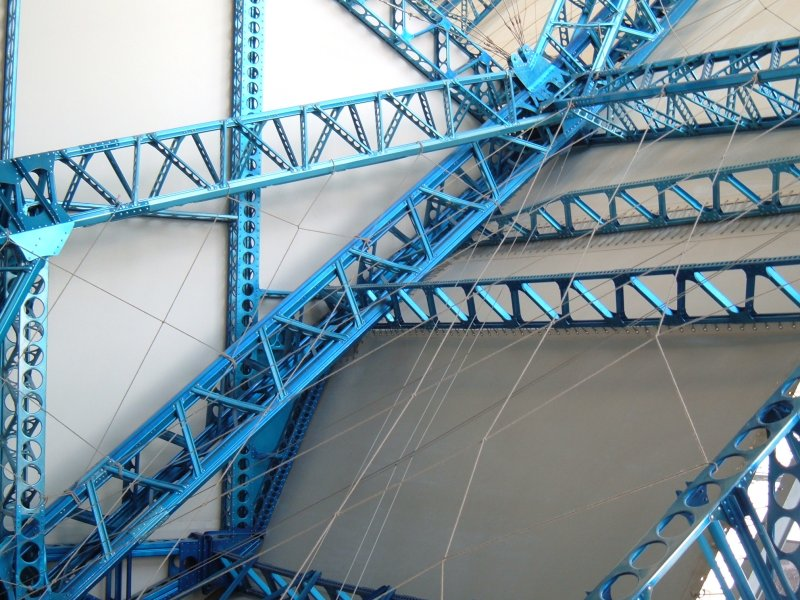
В жёстких дирижаблях неизменяемость внешней формы обеспечивется каркасом, обтянутым тканью
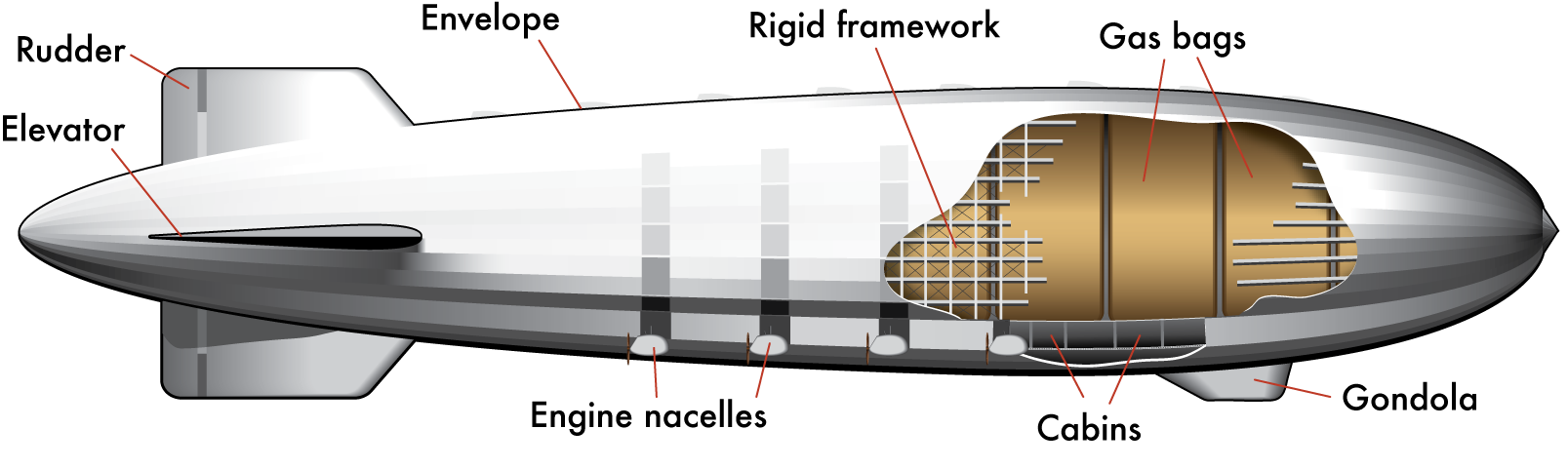
Газ в жёстких дирижаблях находится внутри жёсткого каркаса в мешках (баллонах) из газонепроницаемой материи.
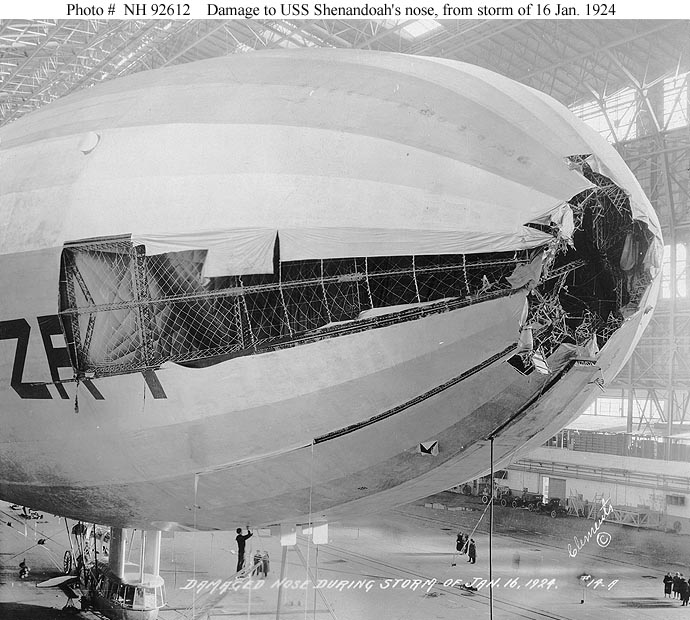
На изображении отчетливо видны внешняя и внутренняя оболочка дирижабля, разделённые каркасом.
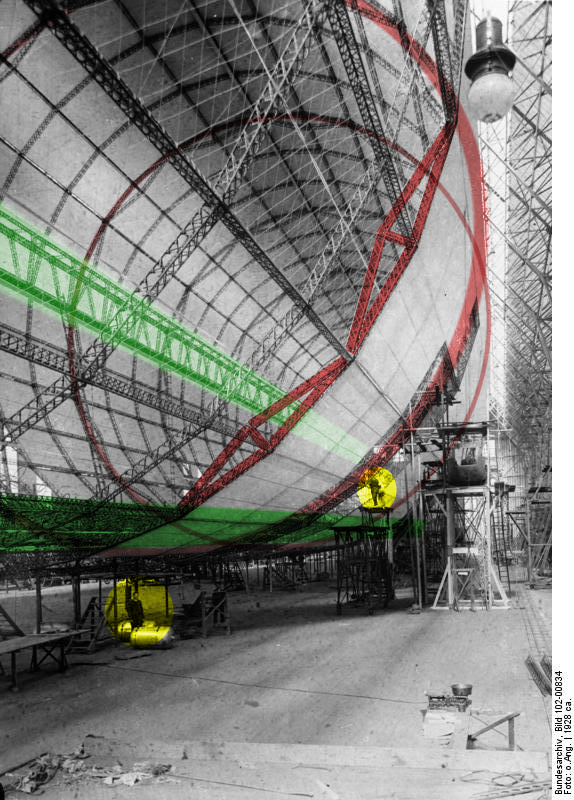
Строительство дирижабля «Граф Цеппелин» в Фридрихсхафене: нижний и средний проходы выделены зелёным цветом. Усиленные кольца между газовыми мешками красного цвета, два человека выделены жёлтым цветом.

### По принципу получения подъёмной силы
Дирижабли подразделяются на:
- дирижабли-аэростаты, использующие в основном аэростатическую подъёмную силу и очень незначительно — аэродинамическую, которая получается за счёт использования аэродинамического качества оболочки;
- гибридные дирижабли.

Гибридные дирижабли являются летательными аппаратами тяжелее воздуха и представляют собой комбинацию качеств аэростата и аэродинамического летательного аппарата (самолёта или вертолёта). Ожидается, что они могут иметь лучшие аэродинамические характеристики, чем дирижабли-аэростаты. Дирижабль германского производства Zeppelin NT часто ошибочно называют гибридным дирижаблем, поскольку он немного тяжелее воздуха. Однако лишь летательные аппараты, берущие как минимум 40 % подъёмной силы от тяги двигателей, могут считаться гибридными, то есть в основном это аэродинамический летательный аппарат, облегчённый газом легче воздуха.

### По форме
По форме дирижабли делятся на:
- сигарообразные с уменьшенным лобовым сопротивлением (таких большинство);
- эллипсоидные — в виде эллипсоида (с уменьшенным сопротивлением боковому ветру);
- дисковые — в виде диска;
- линзообразные — в виде двояковыпуклой линзы;
- тороидальные — в виде тора, предназначенные для использования в качестве воздушного крана или воздушного стартового стола для ракет;
- V-образные;
- «вертикальные дирижабли», напоминающие по форме летающие небоскребы[10] — предназначены для полётов над городами, где улицы создают условия для сильного ветра, дующего вдоль зданий, что приводит к турбулентным течениям воздуха.

По большей части дирижабли необычных форм существуют только в виде проектов. Кроме того, существуют варианты обычных монгольфьеров с мотогондолой, позаимствованной от парамотора.

### По заполняющему газу

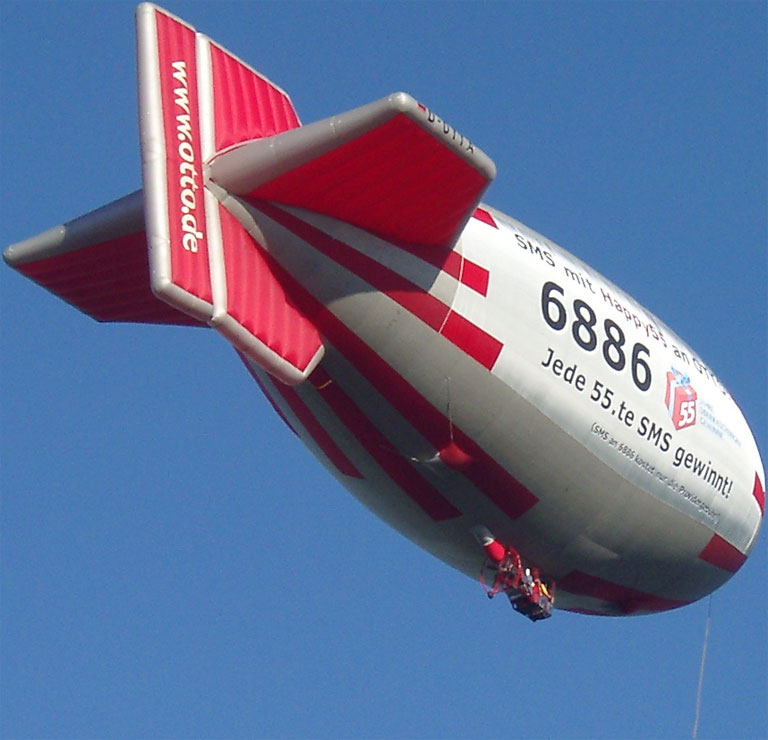
Тепловой дирижабль мягкой системы

По типу наполнителя рабочих объёмов оболочки дирижабли делятся на:
- газовые дирижабли, использующие в качестве несущего газ с плотностью меньшей, чем плотность окружающего атмосферного воздуха при равных температуре и давлении;
- тепловые дирижабли, использующие в качестве несущего газа нагретый воздух, плотность которого из-за этого меньше окружающего оболочку воздуха, но температура внутри оболочки значительно выше температуры атмосферного воздуха;
- вакуумные дирижабли, в которых оболочка вакуумирована (внутри оболочки разреженый воздух);
- комбинированные дирижабли (так называемые аэростаты типа розьер).

В наши дни в качестве несущего газа в основном применяют гелий, несмотря на его сравнительную дороговизну и большую проникающую способность (текучесть). В прошлом применялся огнеопасный водород.
Идея использования горячего воздуха состоит в регулировании плавучести дирижабля без выпуска несущего газа в атмосферу — достаточно перестать подогревать горячий воздух после облегчения дирижабля, чтобы аппарат потяжелел. Примерами этих достаточно редких моделей дирижаблей могут служить «Термоплан» и исследовательский дирижабль «Canopy-Glider».
Внутренняя полость оболочки дирижабля также может быть использована для перевозки газообразного топлива. Например, одним из принципиальных отличий дирижабля Граф Цеппелин от прочих цеппелинов было использование для работы двигателей на блау-газе, плотность которого была близка к плотности воздуха, а удельная теплота сгорания значительно выше, чем у авиабензина. Это позволяло существенно увеличить дальность полёта и избавляло от необходимости затяжелять дирижабль по мере выработки топлива (Расход горючего для моторов «Maybach» равнялся: бензина — 210 г и масла — 8 г на 1 л. с./ч, то есть мотор расходовал около 115 кг бензина в час). Затяжеление дирижаблей осуществлялось путём выпуска части несущего газа, что создавало ряд экономических и пилотажных неудобств. Кроме того, применение блау-газа вело к меньшей, чем в случае установки многочисленных тяжёлых баков с бензином, нагрузке на каркас. Блау-газ находился в 12 отсеках в нижней трети каркаса дирижабля, объём которых мог быть доведён до 30 тыс. кубометров (для водорода в таком случае оставалось 105 000−30 000=75 000 м³). Бензин брался на борт в качестве дополнительного топлива.
Теоретически существует возможность создания вакуумного дирижабля, изменение подъёмной силы в котором должно осуществляться путём изменения плотности воздуха внутри оболочки, то есть впуском в оболочку или выкачиванием из неё нужного количества атмосферного воздуха или изменением объёма оболочки, однако на практике это пока не осуществлено.

## Преимущества и недостатки классических дирижаблей

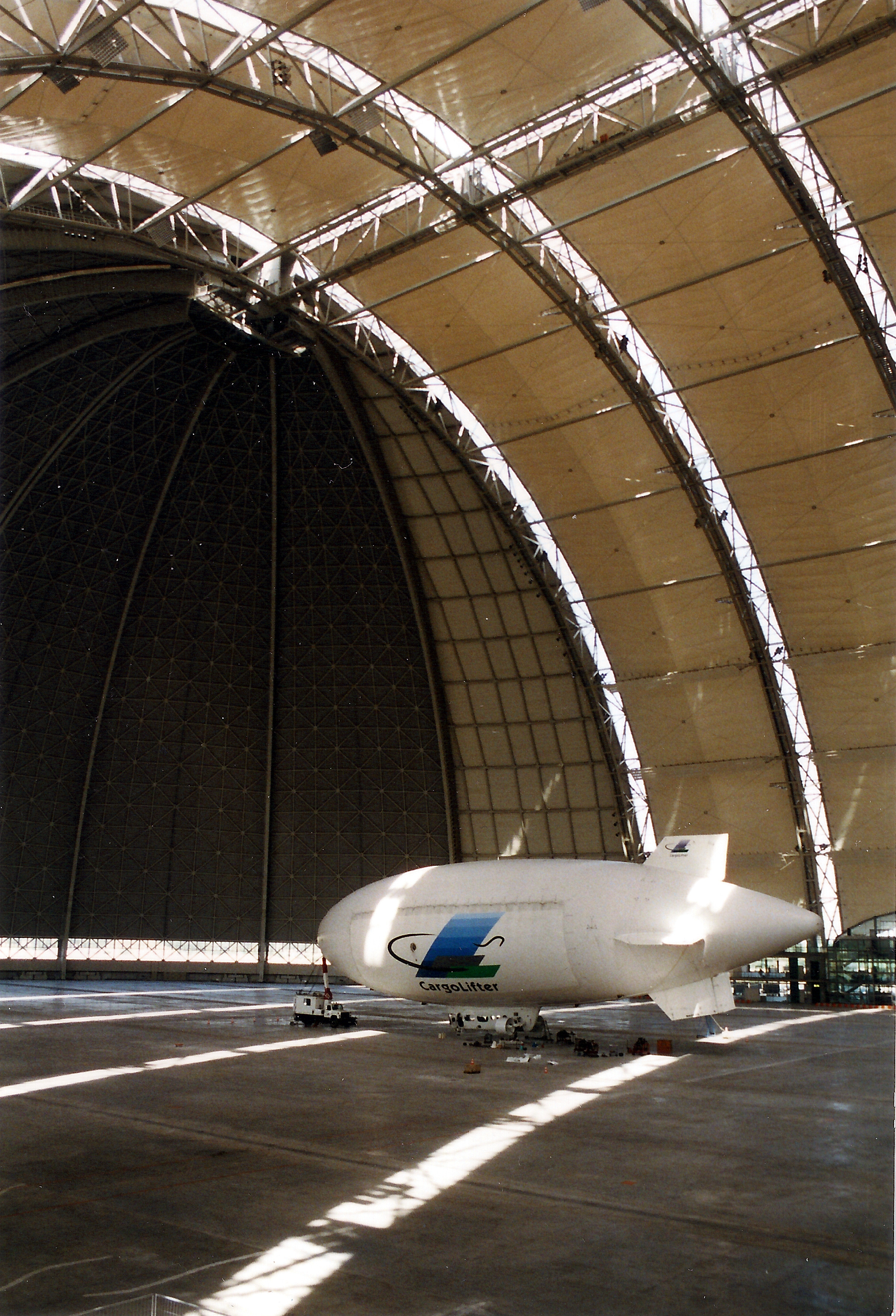
Эллинг компании Cargolifter AG. Единственный специально разработанный эллинг построенный после Второй мировой войны. Обратите внимание на типичный современный дирижабль мягкой конструкции внизу фотографии.

Аэродинамические летательные аппараты должны тратить около двух третей тяги двигателей для поддержания своего веса в воздухе. Дирижабль же может находиться в воздухе практически «бесплатно» за счёт аэростатической подъёмной силы, создаваемой его оболочкой, наполненой газом легче воздуха. Однако эта подъёмная сила для заполняющего оболочку водорода и гелия составляет лишь около 1 кг на кубометр, поэтому дирижабли по размерам значительно больше самолётов и вертолётов.
Лобовое сопротивление дирижабля больше лобового сопротивления аналогичного по грузоподъёмности самолёта в десятки раз из-за большего, чем у самолётов, миделя. Чем больше габариты оболочки, тем больше сила её трения о воздух при движении дирижабля. Конечно, вертолёты также тихоходны по сравнению с самолётами, но дирижабль летит ещё медленнее. Дирижабль летит стабильнее вертолёта, что указывает на возможность применения дирижаблей в качестве «воздушных лимузинов» (так используется немецкий Zeppelin NT).
Другой важнейшей особенностью дирижаблей является то, что, с одной стороны, при увеличении размеров они становятся всё более грузоподъёмными и более рентабельными (объём растёт быстрее площади поверхности обшивки). С другой стороны, огромные по размерам дирижабли требуют создания узкоспециализированной и крайне дорогостоящей инфраструктуры для их эксплуатации и ремонта.
Специальный ангар для дирижабля грузоподъёмностью в несколько сот тонн по стоимости значительно (в сотни раз) превышает ангар для самолётов и небольших дирижаблей, и он не может быть заменён сравнительно простыми складскими помещениями и не оборудованными площадями (что возможно в современной малой авиации).
Поэтому сфера применения дирижаблей в настоящее время ограничивается использованием небольших и сравнительно недорогих дирижаблей, в то время как существующий потенциал создания дирижаблей высокой грузоподъёмности в настоящее время является лишь объектом многочисленных исследований и публикаций в СМИ.
Практические попытки создания современных дирижаблей большой грузоподъёмности, такие как, например, Cargolifter AG, в прошлом не приводили к успеху из-за недостаточности инвестиций и недооценки сложностей проекта создателями.

### Преимущества

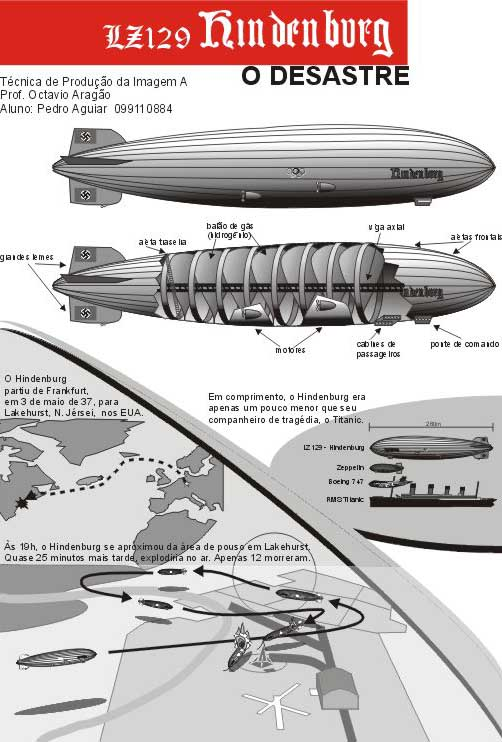
Дирижабль «Гинденбург» в сравнении с Боинг 747, Титаником и Цеппелином.

- Большие грузоподъёмность и дальность беспосадочных полётов.
- В принципе достижимы более высокая надёжность и безопасность, чем у самолётов и вертолётов. (Даже в самых крупных катастрофах дирижабли показали высокую выживаемость людей.)
- Меньший, чем у вертолётов, удельный расход топлива и, как следствие, меньшая стоимость полёта в расчёте на пассажиро-километр или единицу массы перевозимого груза.
- Размеры внутренних помещений могут быть очень велики.
- Длительность нахождения в воздухе может измеряться неделями.
- Дирижаблю не требуется взлётно-посадочной полосы (но зато требуется причальная мачта) — более того, он может вообще не приземляться, а просто «зависнуть» над землёй (что, впрочем, осуществимо только при отсутствии сильного бокового ветра).

### Недостатки
- Относительно малая скорость по сравнению с самолётами, вертолётами, экранопланами и даже скоростным наземным транспортом (как правило до 160 км/ч) и низкая манёвренность — в первую очередь из-за малой эффективности аэродинамических рулей в канале курса при малой скорости полёта и из-за малой продольной жёсткости оболочки.
- Сложность приземления из-за низкой манёвренности.
- Зависимость от погодных условий (особенно при сильном ветре).
- Очень большие размеры требуемых ангаров (эллингов), сложность хранения и обслуживания на земле.
- Относительно высокая стоимость обслуживания дирижабля (особенно крупногабаритного). Как правило, для современных малых дирижаблей требуется так называемая причально-стартовая команда, составляющая от 2 до 6 человек. Американские военные дирижабли 1950—1960-х годов требовали усилий около 50 матросов для надёжной посадки, и поэтому после появления надёжных вертолётов они были сняты с вооружения.
- Низкая надёжность и незначительная долговечность оболочки.

## История развития

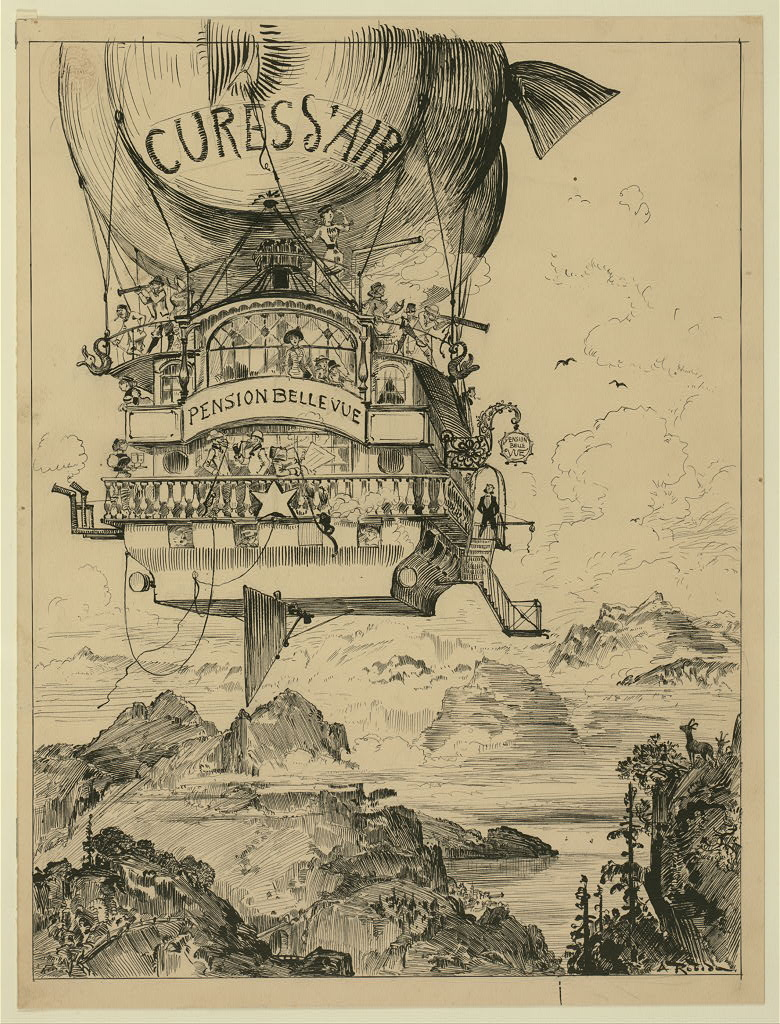
Дирижабль, нарисованный Альбером Робида в стиле стимпанк.

### Первые полёты
Изобретателем дирижабля считается Жан Батист Мари Шарль Мёнье. Дирижабль Мёнье должен был быть сделан в форме эллипсоида. Управляемость должна была быть осуществлена с помощью трёх пропеллеров, вращаемых вручную усилиями 80 человек. Изменяя объём газа в аэростате путём использования баллонета, можно было регулировать высоту полёта дирижабля, и поэтому он предложил две оболочки — внешнюю основную и внутреннюю.
Дирижабль с паровым двигателем конструкции Анри Жиффара, который позаимствовал эти идеи у Мёнье более чем полвека спустя, совершил первый полёт только 24 сентября 1852 года. Такая разница между датой изобретения аэростата (1783 г.) и первым полётом дирижабля объясняется отсутствием в то время двигателей для аэростатического летательного аппарата. Следующий технологический прорыв был совершён в 1884 году, когда был осуществлён первый полностью управляемый свободный полёт на французском военном дирижабле с электрическим двигателем La France Шарлем Ренаром и Артуром Кребсом. Длина дирижабля составила 52 м, объём — 1900 м³, за 23 минуты было покрыто расстояние в 8 км при помощи двигателя мощностью 8,5 л. с.
Тем не менее, эти аппараты были недолговечны и чрезвычайно непрочны. Регулярные управляемые полёты не совершались до появления двигателя внутреннего сгорания.
19 октября 1901 года французский воздухоплаватель Альберто Сантос-Дюмон после нескольких попыток облетел со скоростью чуть более 20 км/час Эйфелеву башню на своём аппарате Сантос-Дюмон номер 6. В то же самое время, когда мягкие дирижабли начали завоёвывать признание, развитие жёстких дирижаблей также не стояло на месте: впоследствии именно они смогли переносить больше груза, чем самолёты, и это положение сохранялось в течение многих десятилетий. Конструкция таких дирижаблей и её развитие связаны с немецким графом Фердинандом фон Цеппелином.

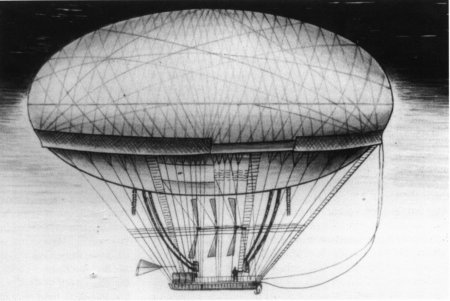
Дирижабль Мёнье (1784). Управляемость должна была быть осуществлена с помощью трёх пропеллеров, вращаемых вручную усилиями 80 человек.
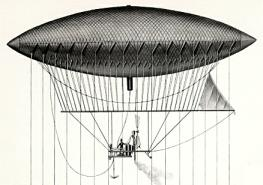
Дирижабль Жиффара (1852)
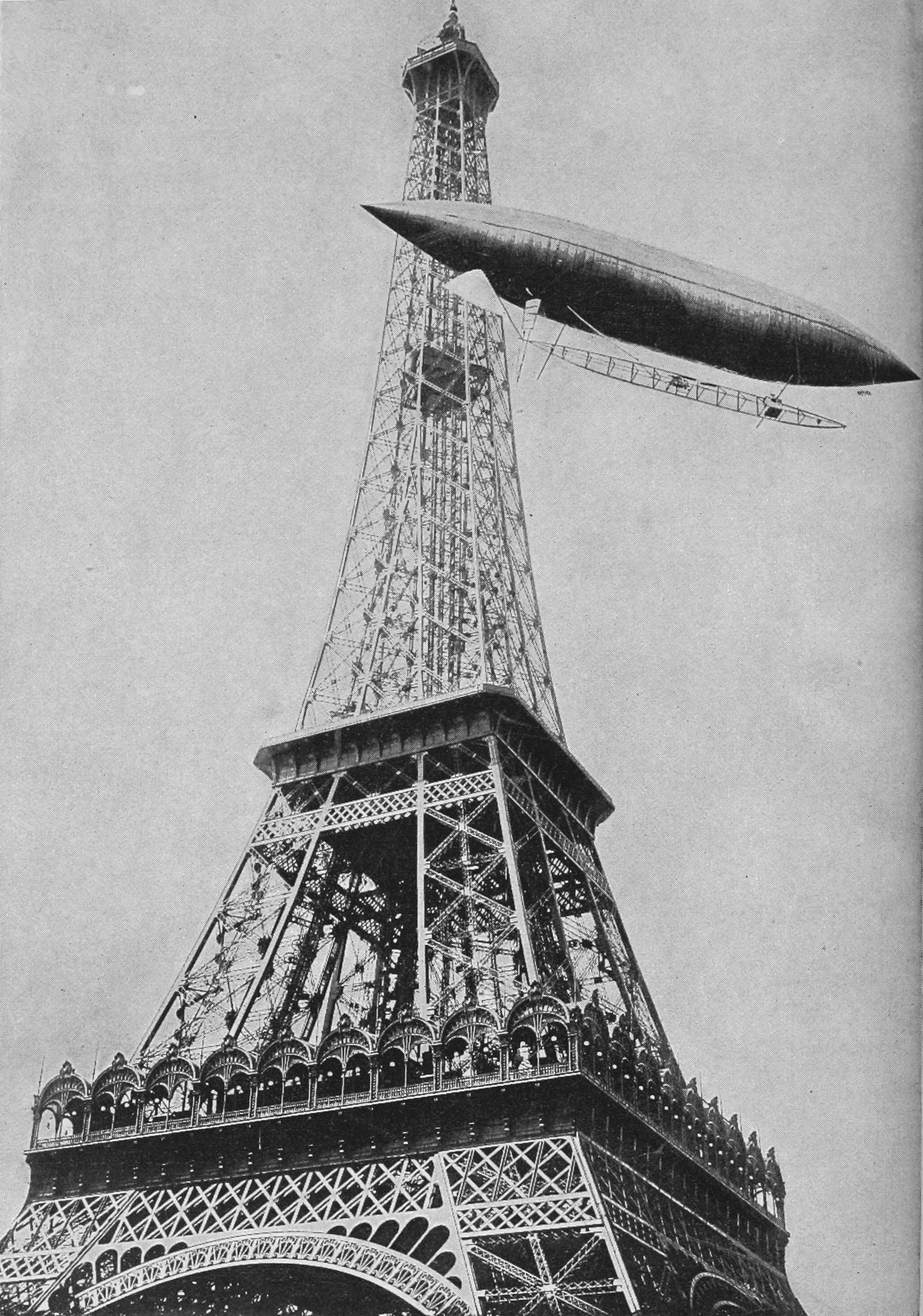
Дирижабль № 6 Сантос-Дюмона огибает Эйфелеву башню (19 октября 1901)

### Цеппелины

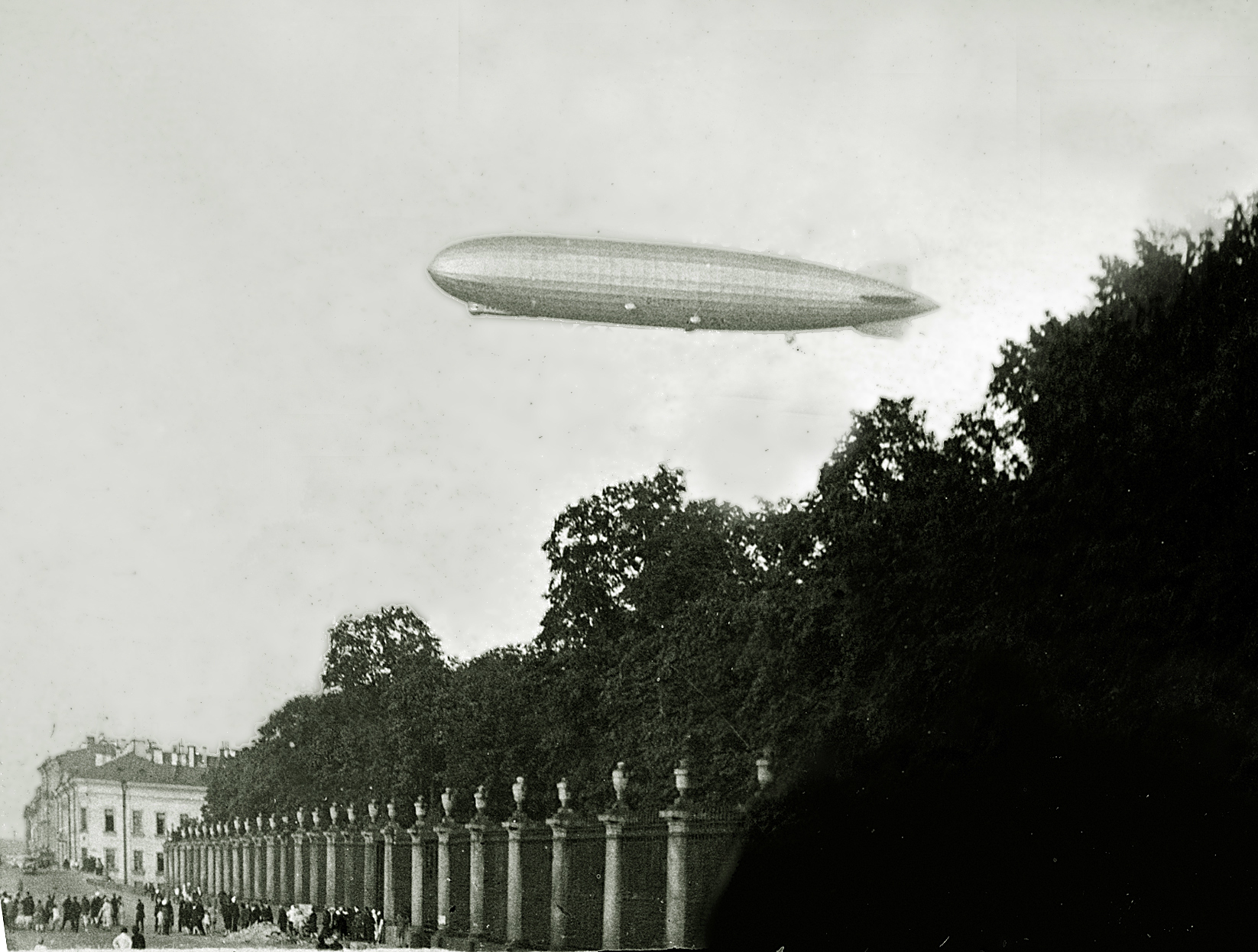
Цеппелин над Летним садом

Строительство первых дирижаблей-Цеппелинов началось в 1899 году на плавающем сборочном цехе на Боденском озере в Заливе Манзелл, Фридрихсхафен. Оно было организовано на озере потому, что Граф фон Цеппелин, основатель завода, истратил на этот проект все своё состояние и не располагал достаточными средствами для аренды земли под завод. Опытный дирижабль «LZ 1» (LZ обозначало «Luftschiff Zeppelin») имел длину 128 м и балансировался путём перемещения веса между двумя гондолами; на нём были установлены два двигателя Даймлер мощностью 14,2 л. с. (10,6 кВт).
Первый полёт Цеппелина состоялся 2 июля 1900. Он продолжался всего 18 минут, поскольку LZ 1 был вынужден приземлиться на озеро после того, как механизм балансирования веса сломался. После ремонта аппарата технология жёсткого дирижабля успешно была испытана в последующих полётах, побив рекорд скорости французского дирижабля La France (6 м/с) на 3 м/с, но этого ещё было недостаточно для привлечения значительных инвестиций в дирижаблестроение. Необходимое финансирование граф получил через несколько лет. Уже первые полёты его дирижаблей убедительно показали перспективность их использования в военном деле.
К 1906 году Цеппелин сумел построить усовершенствованный дирижабль, который заинтересовал военных. В военных целях применялись поначалу полужёсткие, а затем мягкие дирижабли «Парсеваль», а также дирижабли «Цеппелин» жёсткого типа; в 1913 году был принят на вооружение жёсткий дирижабль «Шютте-Ланц». Сравнительные испытания этих воздухоплавательных аппаратов в 1914 году показали превосходство дирижаблей жёсткого типа. Последние при длине 150 м и объёме оболочки 22 000 м³ поднимали до 8000 кг полезного груза, имея максимальную высоту подъёма 2200 м (для германских военных дирижаблей времён Первой мировой войны потолок составлял до 8000 м). При трёх моторах мощностью 210 л. с. каждый они достигали скорости 21 м/с. В полезную нагрузку входили 10-килограммовые бомбы и 15-сантиметровые и 21-сантиметровые гранаты (общим весом 500 кг), а также радиотелеграфное оборудование. В 1910 году компанией DELAG была открыта первая в мире воздушная пассажирская линия Фридрихсхафен—Дюссельдорф, по которой курсировал дирижабль «Германия». В январе 1914 года Германия по общему объёму (244 000 м³) и по боевым качествам своих дирижаблей обладала самым мощным воздухоплавательным флотом в мире.

### Военное применение

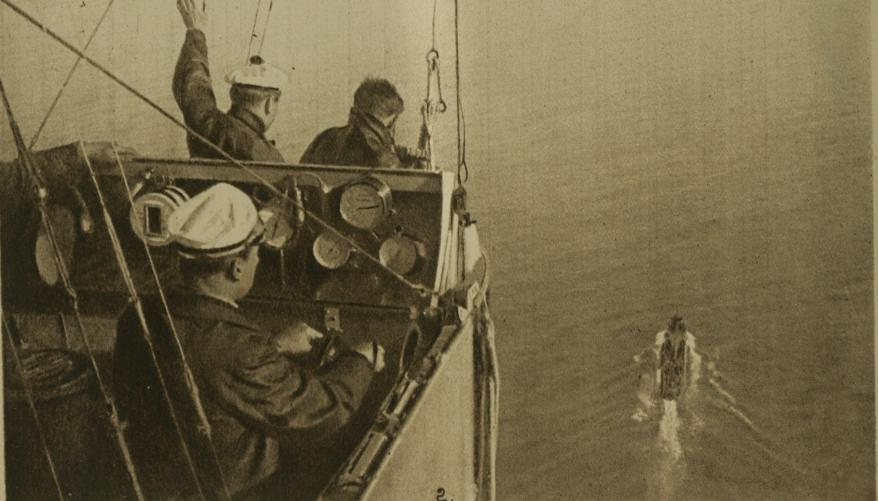
Вид из гондолы французского дирижабля в 1918 году.

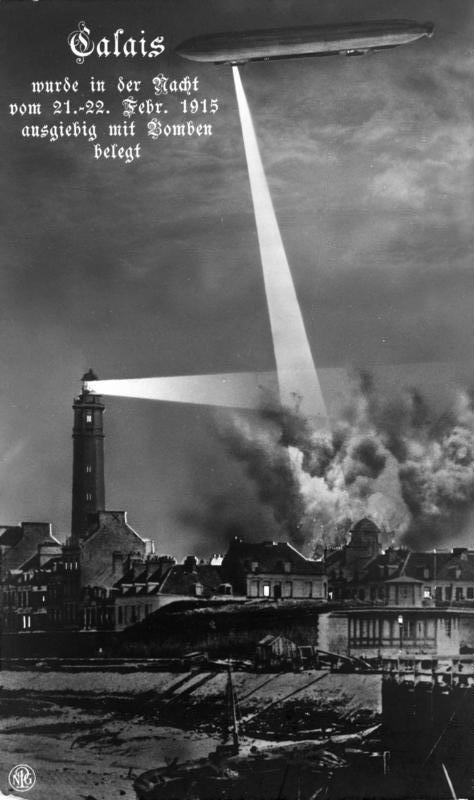
Налёт дирижабля на Кале

Перспективность применения дирижаблей в качестве бомбардировщиков была понята в Европе задолго до того, как дирижабли были использованы в этой роли. Герберт Уэллс в своей книге «Война в воздухе» (1908) описал уничтожение боевыми дирижаблями целых флотов и городов.
В отличие от аэропланов (роль бомбардировщиков выполняли лёгкие разведывательные самолёты, пилоты которых брали с собой несколько небольших бомб), дирижабли в начале мировой войны уже были грозной силой. Наиболее мощными воздухоплавательными державами были Россия, имевшая в Петербурге крупный «Воздухоплавательный парк» с более чем двумя десятками аппаратов, и Германия, обладавшая 18 дирижаблями. Из всех стран-участниц мировой войны австро-венгерские воздушные силы были одними из самых слабых. В состав военно-воздушного флота Австро-Венгрии накануне Первой мировой войны входило только 10 дирижаблей. Военные дирижабли находились в непосредственном подчинении у главного командования; иногда они придавались фронтам или армиям. В начале войны дирижабли выполняли боевые задания под руководством командируемых на дирижабли офицеров генерального штаба. В этом случае командиру дирижабля отводилась роль вахтенного офицера. Благодаря успешности конструкторских решений графа Цеппелина и фирмы Шютте-Ланц Германия имела в этой области значительное превосходство над всеми другими странами мира, которое при правильном его использовании могло принести большую пользу, в частности для глубокой разведки. Немецкие аппараты могли преодолеть со скоростью 80-90 км/ч расстояние в 2-4 тыс. км и обрушить на цель несколько тонн бомб. Например, 14 августа 1914 года в результате налёта одного немецкого дирижабля на Антверпен было полностью разрушено 60 домов, ещё 900 повреждено.
Для скрытного подхода к цели дирижабли старались использовать облачность. При этом, ввиду несовершенства навигационного оборудования тех времён и необходимости визуального наблюдения поверхности для достижения точного выхода на цель, в оборудование военных дирижаблей входили наблюдательные гондолы: малозаметные, оборудованные телефонной или радиосвязью капсулы с наблюдателем, которые спускались с дирижаблей вниз на тросах длиной до 915 м.
Однако уже к сентябрю 1914 года, потеряв 4 аппарата, Германия перешла только на ночные операции. Огромные и неповоротливые, дирижабли были прекрасной целью для вооружённых аэропланов противника, хотя для защиты от атаки сверху на верхней части их корпуса размещалась площадка с несколькими пулемётами, к тому же они были наполнены крайне пожароопасным водородом. Очевидно, что им на смену неизбежно должны были прийти более дешёвые, манёвренные и устойчивые к боевым повреждениям аппараты.
| Год  | Налёты Германских дирижаблей на неприятеля | Разведывательные полёты |
| ---- | ------------------------------------------ | ----------------------- |
| 1914 | —                                          | 58                      |
| 1915 | 38                                         | 350                     |
| 1916 | 123                                        | 312                     |
| 1917 | 52                                         | 338                     |
| 1918 | 18                                         | 131                     |

С 1915 по 1918 год немецкие дирижабли сбросили на Англию в общей сложности 162 т бомб, убивших 557 человек.

### «Золотой век» дирижаблей

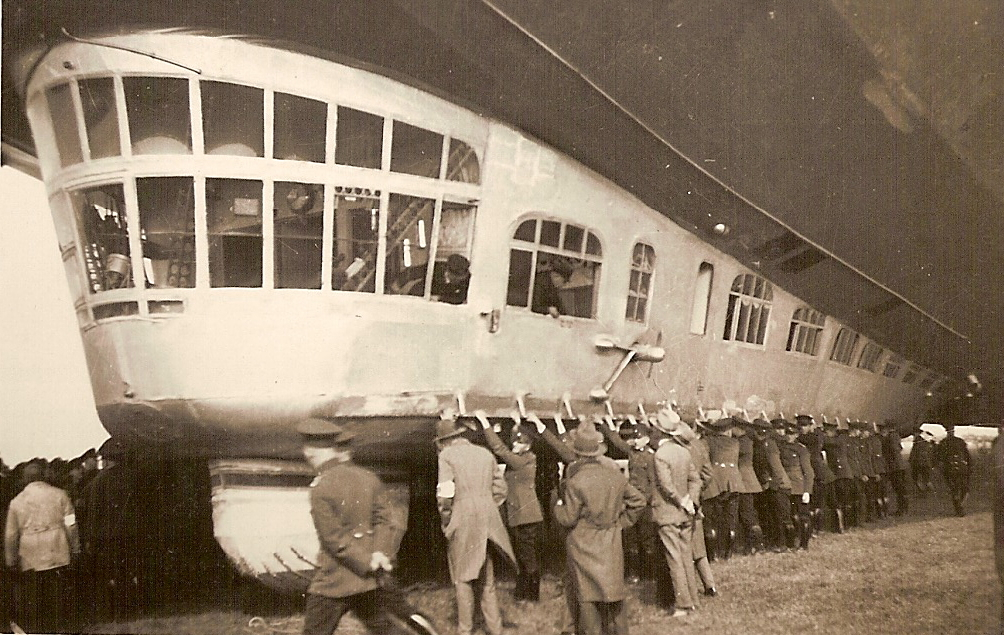
LZ 127 «Граф Цеппелин»

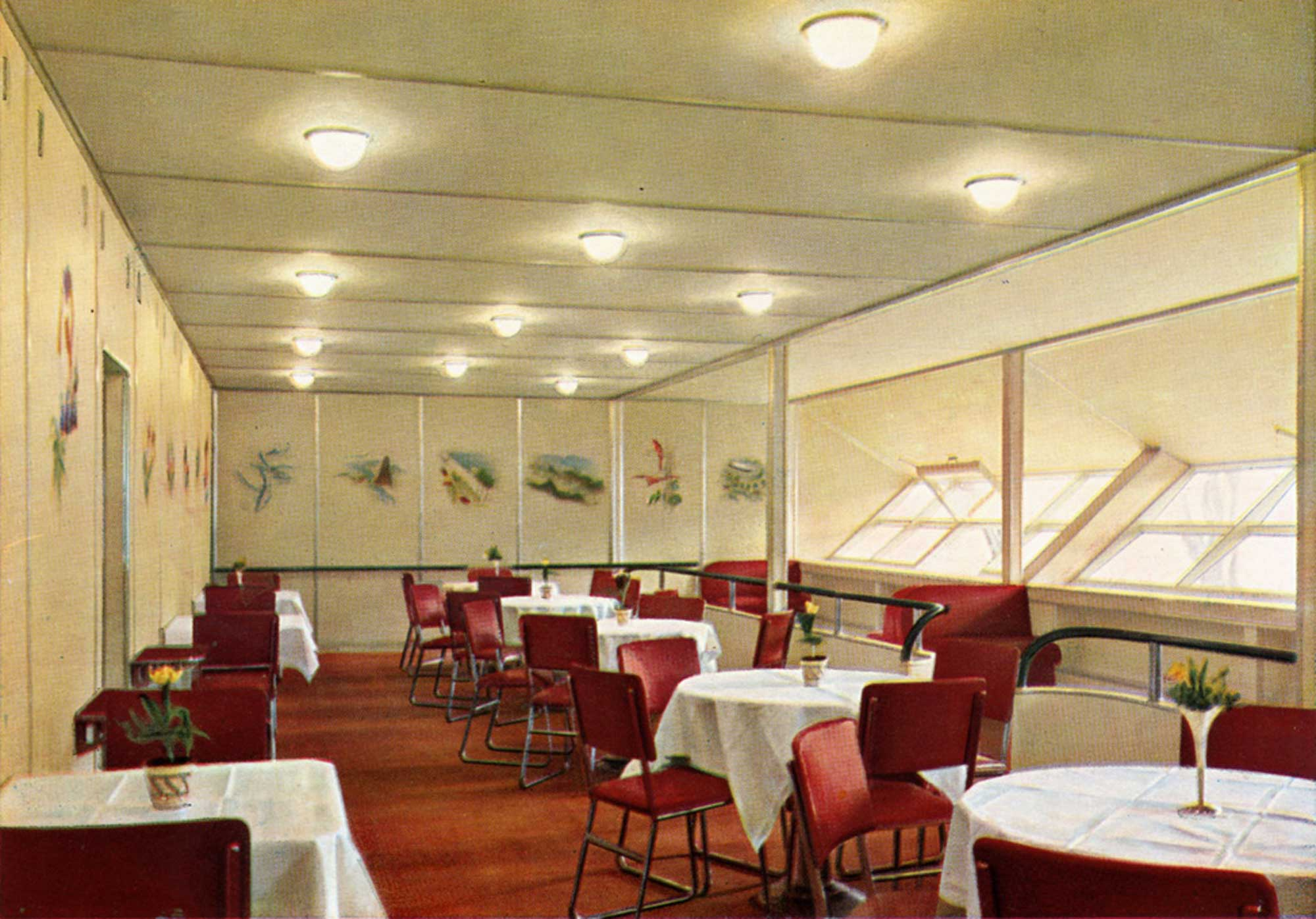
ресторан на «Гинденбурге»

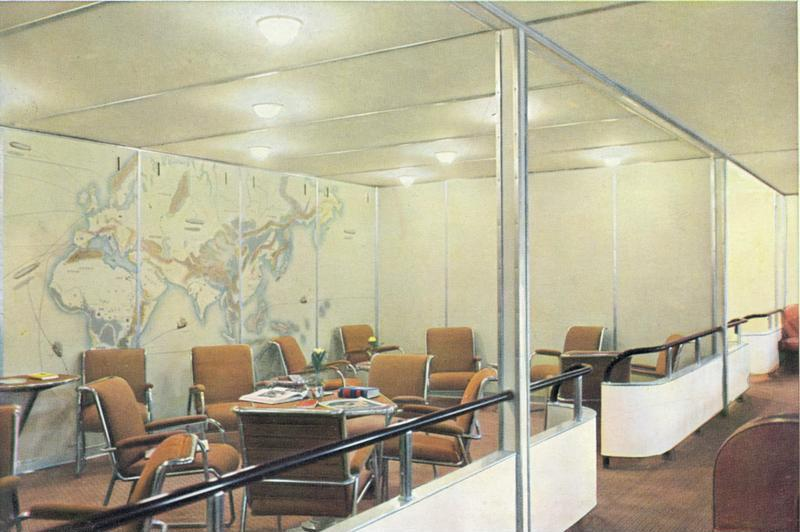
салон на «Гинденбурге»

После окончания Первой мировой войны в США, Франции, Италии, Германии и других странах продолжалось строительство дирижаблей различных систем. Годы между Первой и Второй мировыми войнами отмечены существенным прогрессом в технологии дирижаблестроения. Первым аппаратом легче воздуха, пересёкшим Атлантику, стал британский дирижабль R34, который в июле 1919 г. с командой на борту совершил перелёт из Восточного Лотиана, Шотландия на Лонг-Айленд, Нью-Йорк, а затем вернулся в Пулхэм, Англия. В 1924 году состоялся трансатлантический полёт немецкого дирижабля LZ 126 (названного в США ZR-3 «Los Angeles»).
В 1926 году совместная норвежско-итало-американская экспедиция под руководством Р. Амундсена на дирижабле «Норвегия» (N-1 «Norge») конструкции Умберто Нобиле осуществила первый трансарктический перелёт о. Шпицберген — Северный Полюс — Аляска.
К 1929 г., технология дирижаблестроения продвинулась до весьма высокого уровня; дирижабль Граф Цеппелин в сентябре и октябре начал первые трансатлантические рейсы. В 1929 году LZ 127 «Граф Цеппелин» с тремя промежуточными посадками совершил свой легендарный кругосветный перелёт. За 20 дней он преодолел более 34 тысяч километров со средней полётной скоростью около 115 км/ч.
Немецкие цеппелины вызывали большой интерес в 1920-е и 1930-е годы, и в 1930 году почтовое ведомство США выпустило специальные марки дирижабельной почты для использования во время панамериканского перелёта дирижабля «Граф Цеппелин».
Летом 1931 года состоялся его известный полёт в Арктику, а вскоре дирижабль приступил к выполнению относительно регулярных пассажирских рейсов в Южную Америку, продолжавшихся до 1937 года. Путешествие в дирижабле этой эпохи по комфортабельности значительно превосходило тогдашние (а в некоторых отношениях и современные) самолёты. В корпусе пассажирского дирижабля часто имелся ресторан с кухней и салон («Гинденбург» был даже оборудован небольшим, специально изготовленным для дирижабля облегчённым роялем). Вес этого оборудования конечно пытались уменьшить, поэтому вместо ванн предлагался душ, и всё, что можно, было сделано из алюминия, из него же был изготовлен и рояль на «Гинденбурге». Британский жёсткий дирижабль R101 имел 50 одно-, двух- и четырёхместных пассажирских кают со спальными местами, расположенными на двух палубах, столовую на 60 человек, две прогулочные палубы с окнами вдоль стен. Пассажирами использовалась в основном верхняя палуба. На нижней находились кухни и туалеты, а также размещался экипаж. Имелась даже отделанная асбестом комната для курения на 24 человека. На «Гинденбурге» имел место запрет на курение. Все, кто находился на борту, включая пассажиров, перед посадкой были обязаны сдавать спички, зажигалки и прочие устройства, способные вызвать искру. Один из крупнейших дирижаблей в мире — американский «Акрон» номинальным объёмом 184 тыс. м³ — мог нести на борту до 5 небольших самолётов, несколько тонн груза и теоретически был способен преодолеть без посадки около 17 тыс. км.

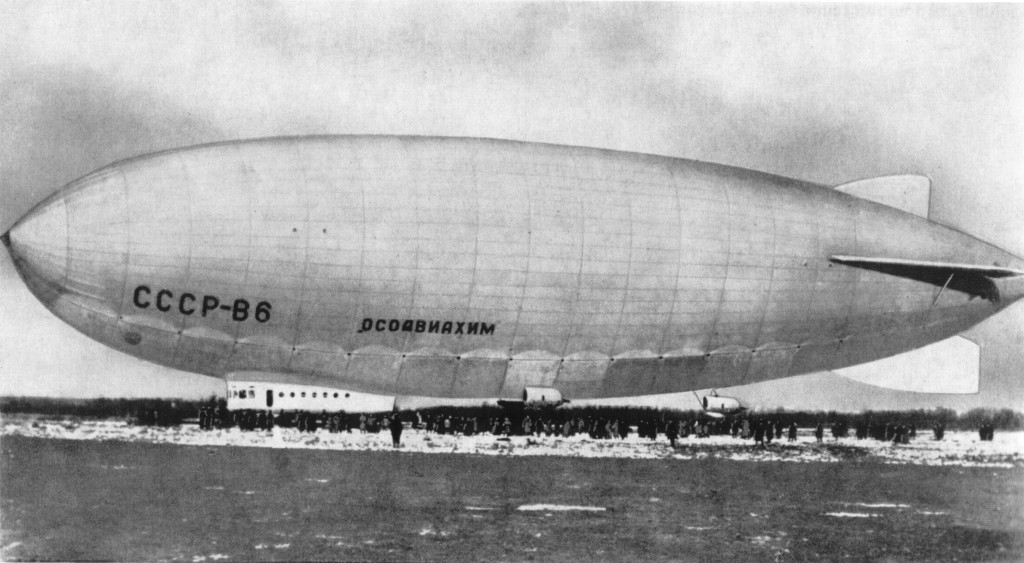
Дирижабль «СССР-В6»

В Советском Союзе первый дирижабль был построен в 1923 году. Позднее была создана специальная организация «Дирижаблестрой», которая построила и сдала в эксплуатацию более десяти дирижаблей мягкой и полужёсткой систем. В 1937 году крупнейший советский дирижабль «СССР-В6» объёмом 18 500 м³ установил мировой рекорд продолжительности полёта — 130 часов 27 минут. Последним советским дирижаблем был «СССР-В12 бис», построенный в 1947 году.

### Закат эры дирижаблей
Считается, что эпоха дирижаблей кончилась в 1937 году, когда при посадке в Лейкхерсте сгорел немецкий пассажирский дирижабль-лайнер «Гинденбург». Это происшествие, а также более ранняя катастрофа дирижабля Winged Foot Express 21 июля 1919 в Чикаго, в которой погибло 12 гражданских лиц, отрицательно повлияли на репутацию дирижаблей как надёжных летательных аппаратов. Заполненные взрывоопасным газом дирижабли редко горели и терпели аварии, однако их катастрофы причиняли намного большие разрушения по сравнению с самолётами того времени. Общественный резонанс от катастрофы дирижабля был несравнимо выше, чем от катастроф самолётов, и активная эксплуатация дирижаблей была прекращена. Возможно, этого бы не случилось, если бы компания Цеппелина имела доступ к достаточному количеству гелия.

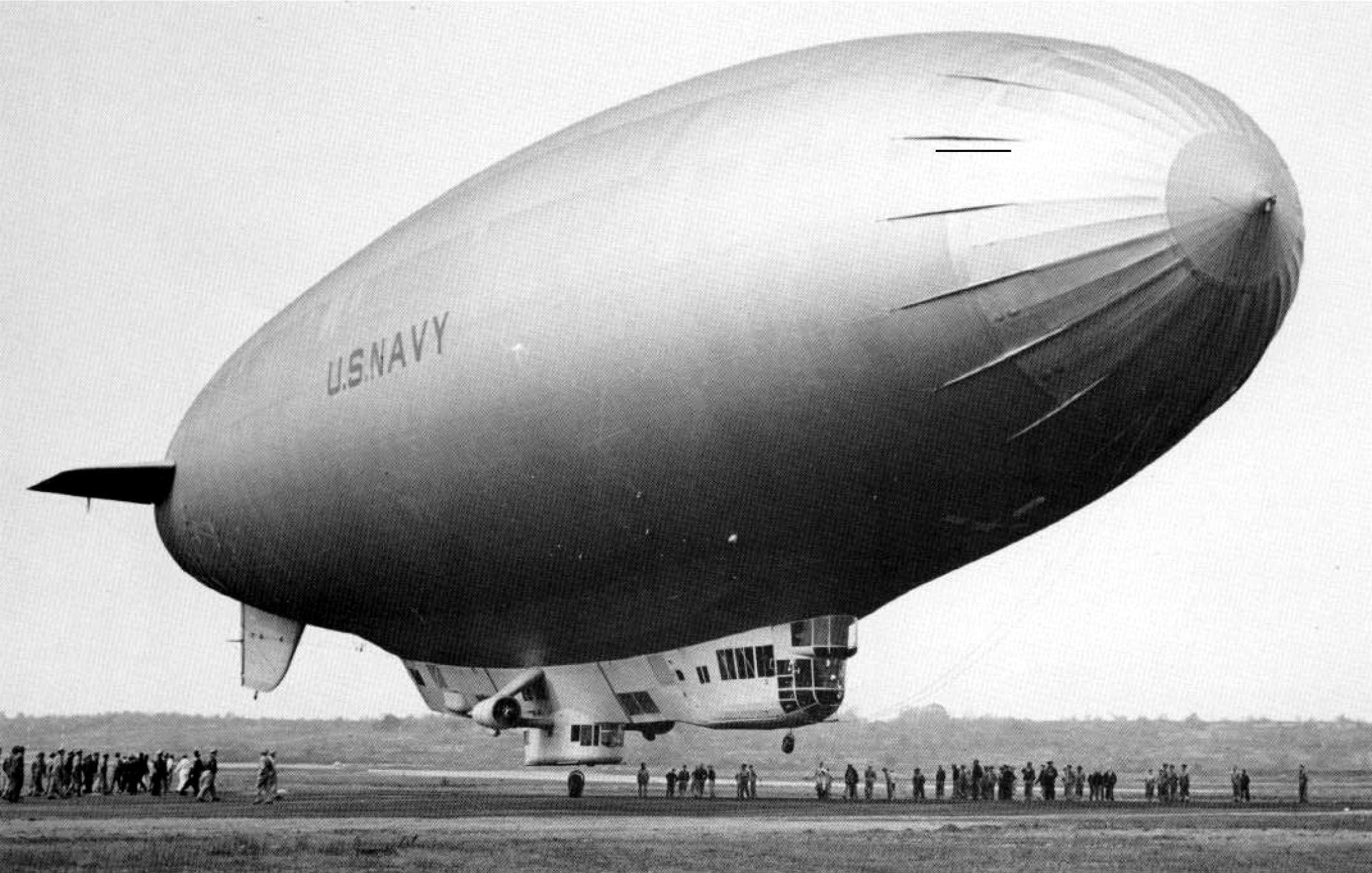
M class blimp

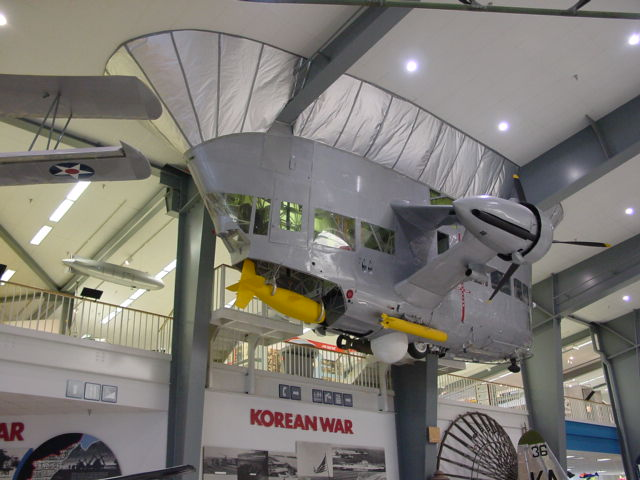
Гондола дирижабля класса К

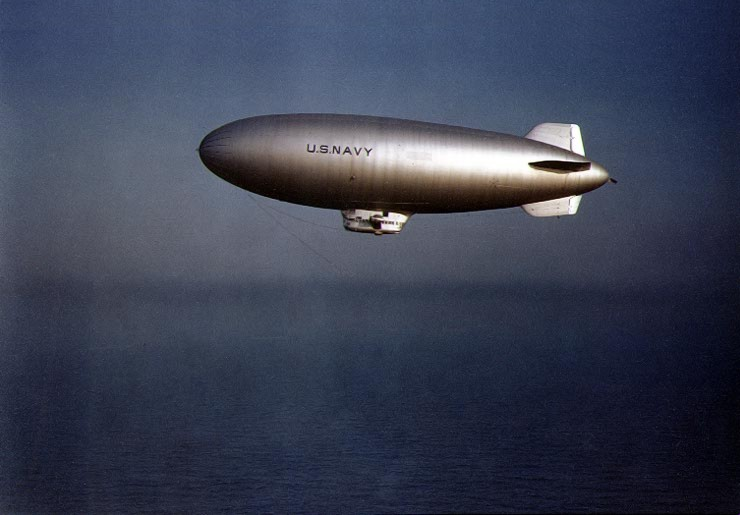
Дирижабль класса К

В то время наибольшими запасами гелия располагали США, однако немецкая компания в то время едва ли могла рассчитывать на поставки гелия из США. Тем не менее, амбициозные мягкие дирижабли, такие как Мягкие дирижабли класса М, класса К и класса N (M class blimp, K class blimp N class blimp) номинальным объёмом 18 тыс. м³ и 12 тыс. м³, активно применялись ВМС США во время Второй мировой войны в качестве разведывательного воздушного судна, предназначенного для борьбы с немецкими субмаринами. В их задачи входили не только обнаружение подводных лодок, но и поражение их глубинными бомбами. В этой роли они были вполне эффективны и применялись до появления надёжных вертолётов. Эти дирижабли развивали скорость до 128 км/ч и могли находиться в полёте до 50 часов. Последний дирижабль Класса К («K Ship») K-43 был снят с вооружения в марте 1959 года. Единственным дирижаблем, сбитым во Второй мировой войне, стал американский K-74, который в ночь с 18 на 19 июля 1943 года атаковал шедшую в надводном положении подлодку U-134 (что являлось нарушением регламента, так как атаковать разрешалось только, если лодка начнёт погружаться) у северо-восточного побережья Флориды. Субмарина заметила дирижабль и открыла огонь первой. Дирижабль, не сбросив глубинные бомбы из-за ошибки оператора, упал в море и затонул через несколько часов, 1 член экипажа из 10 утонул.
В период Второй мировой войны в ВМС США использовались следующие типы дирижаблей:
- ZMC: дирижабль, с металлизированной оболочкой
- ZNN-G: дирижабль типа G
- ZNN-J: дирижабль типа J
- ZNN-L: дирижабль типа L
- ZNP-K: дирижабль типа K
- ZNP-M: дирижабль типа M
- ZNP-N: дирижабль типа N
- ZPG-3W: Дозорный дирижабль
- ZR: Дирижабль жёсткой конструкции
- ZRS: Дирижабль-разведчик жёсткой конструкции

В 1942—1944 годы около 1400 пилотов дирижаблей и 3000 вспомогательных членов экипажа прошли обучение в военных училищах, количество лиц, служащих в подразделениях, занятых эксплуатацией дирижаблей, выросло с 430 до 12400. В США дирижабли выпускались на заводе компании Goodyear в Акроне, штат Огайо. С 1942 по 1945 для ВМС США были выпущено 154 дирижабля (133 K-класса, десять L-класса, семь G-класса и четыре M-класса) и, кроме того, пять дирижаблей L-класса для гражданских заказчиков (серийный номера от М-4 до L −8).

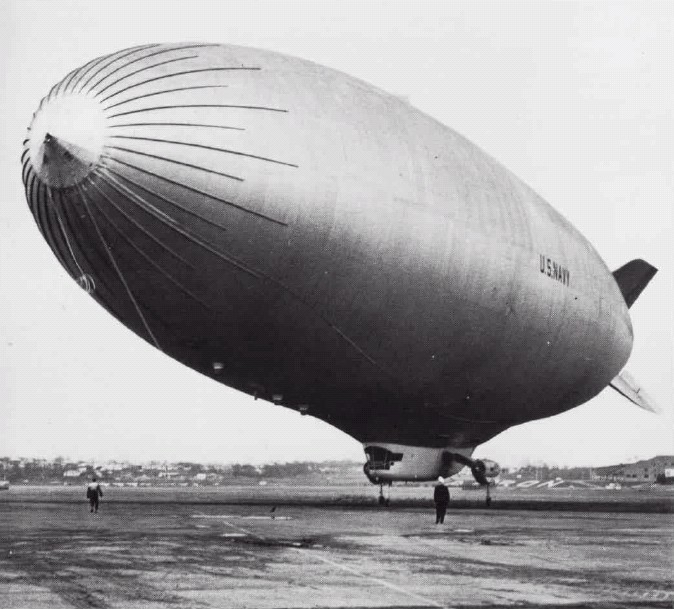
ZPG-3W в 1960 году. Объём: 23648 м³

В конце 1950-х ВМС США получили ZPG-3W — крупнейший мягкий дирижабль в истории. Он был использован для заполнения радиолокационного пробела между наземными радиолокационными станциями в североамериканской сети раннего предупреждения во время «холодной войны». ZPG-3W является редким примером использования внутреннего пространства дирижабля — огромная радиоантенна располагалась внутри гелиевого баллона. Четыре таких дирижабля были доставлены в ВМС США. Первый полёт ZPG-3W состоялся в июле 1958 года. Обшивка дирижабля была использована в качестве обтекателя для 12,8 м радиолокационной антенны, обеспечивая тем самым аэродинамичность дирижабля. Дирижабль был более 121,9 м длиной и почти 36,6 м высотой. Дирижабль мог находиться в полёте в течение многих дней. ZPG-3W были последними из дирижаблей, созданных для ВМС США, они были списаны в ноябре 1962 года, когда ВМС США прекратили использование дирижаблей.
Советский Союз использовал лишь один дирижабль во время войны. Дирижабль В-12 был построен в 1939 году и вступил в строй в 1942 году для подготовки десантников и транспортировки оборудования. До 1945 года он сделал 1432 полёта. 1 февраля 1945 года в СССР был построен второй дирижабль класса В — дирижабль «Победа»— и использовался как минный тральщик в Чёрном море. Он разбился 21 января 1947 года. Ещё один дирижабль такого класса — В-12бис «Патриот» — был сдан в эксплуатацию в 1947 году и в основном использовался для подготовки экипажей, парадов и пропагандистских мероприятий.

### Катастрофы

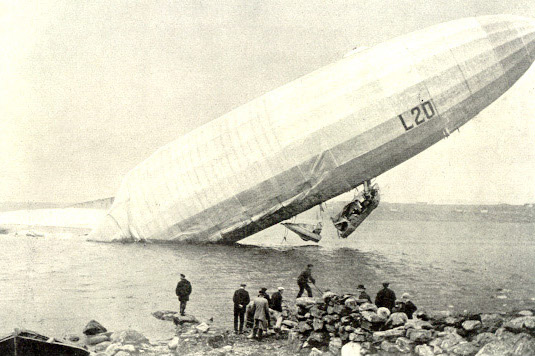
Немецкий военно-морской цеппелин L 20 после вынужденной посадки возле побережья Норвегии, 1916 г.

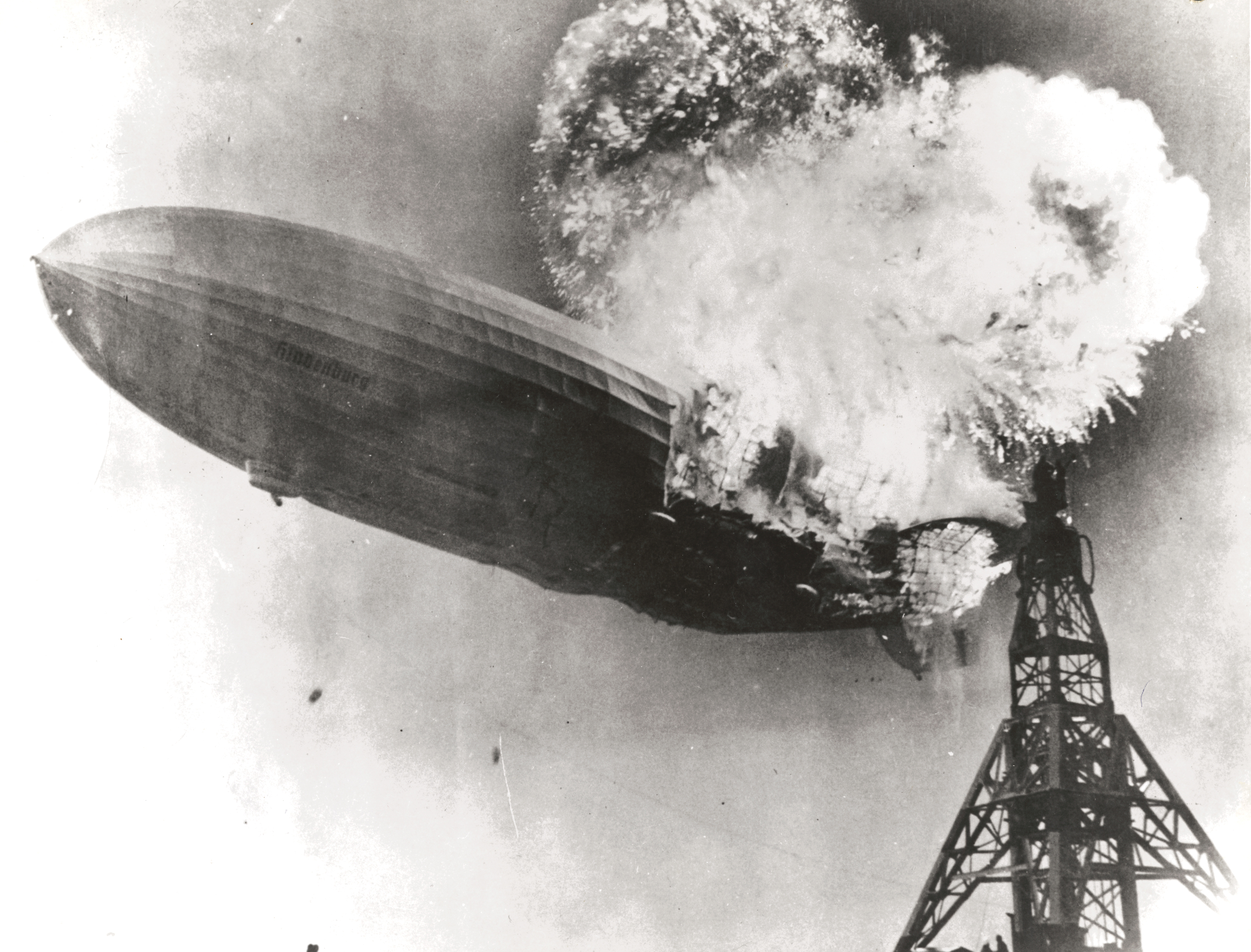
Крушение «Гинденбурга»

Создатели дирижаблей пренебрегали элементарными мерами безопасности, наполняя их небезопасным, но дешёвым водородом вместо инертного, но дорогого и малодоступного гелия.
В марте 1936 года был создан преемник стареющего «Графа Цеппелина» — дирижабль LZ 129 «Гинденбург», рассчитанный на использование безопасного гелия. Однако требуемые количества гелия были в то время только у США, которые с 1927 года запретили экспорт гелия. Пришлось наполнять баллоны «Гинденбурга» доступным водородом.
Непрекращавшаяся череда аварий и катастроф серьёзно подрывала веру в надёжность и целесообразность использования дирижаблей. 6 мая 1937 года на глазах у зрителей взорвался и полностью сгорел «Гинденбург», погибло 35 человек на борту и один на земле. В мирное время в катастрофах, унёсших немало человеческих жизней, погибли американские жёсткие дирижабли «Шенандоа» (14 погибших из 43 находившихся на борту), «Акрон» (73 из 76) и «Мейкон» (2 из 83), британские «R.38» (44 из 49) и «R.101» (48 из 54), французский «Диксмюнде» (50 из 50), СССР-В6 (13 из 19). Пока расследовались причины катастроф, дальнейший прогресс авиации оставил эпоху дирижаблей позади.
Среди экспертов, изучавших причины гибели крупных дирижаблей, в частности «Акрона» и «Гинденбурга», высказывалось мнение о приведших к катастрофе разрушениях оболочки или ёмкостей с газом, произошедших на выполняемом манёвре с малым радиусом циркуляции.

### Россия

«Астра» (с 1920 года — «Красная звезда») — русский военный дирижабль, построенный в 1913 году во Франции

Во второй половине XIX века воздухоплавание постепенно занимало своё место в русской армии — на вооружении состояли воздушные шары. В конце века действовал отдельный воздухоплавательный парк, состоявший в распоряжении Комиссии по воздухоплаванию, голубиной почте и сторожевым вышкам. На манёврах 1902—1903 годов в Красном Селе, Бресте и Вильно проверялись способы использования воздушных шаров в артиллерии и для воздушной разведки (наблюдения). Убедившись в целесообразности применения привязных шаров, Военное министерство приняло решение создать специальные подразделения при крепостях в Варшаве, Новгороде, Бресте, Ковно, Осовце и на Дальнем Востоке, в составе которых имелось 65 шаров. К изготовлению дирижаблей в России приступили в 1908 году.

#### Проект Циолковского

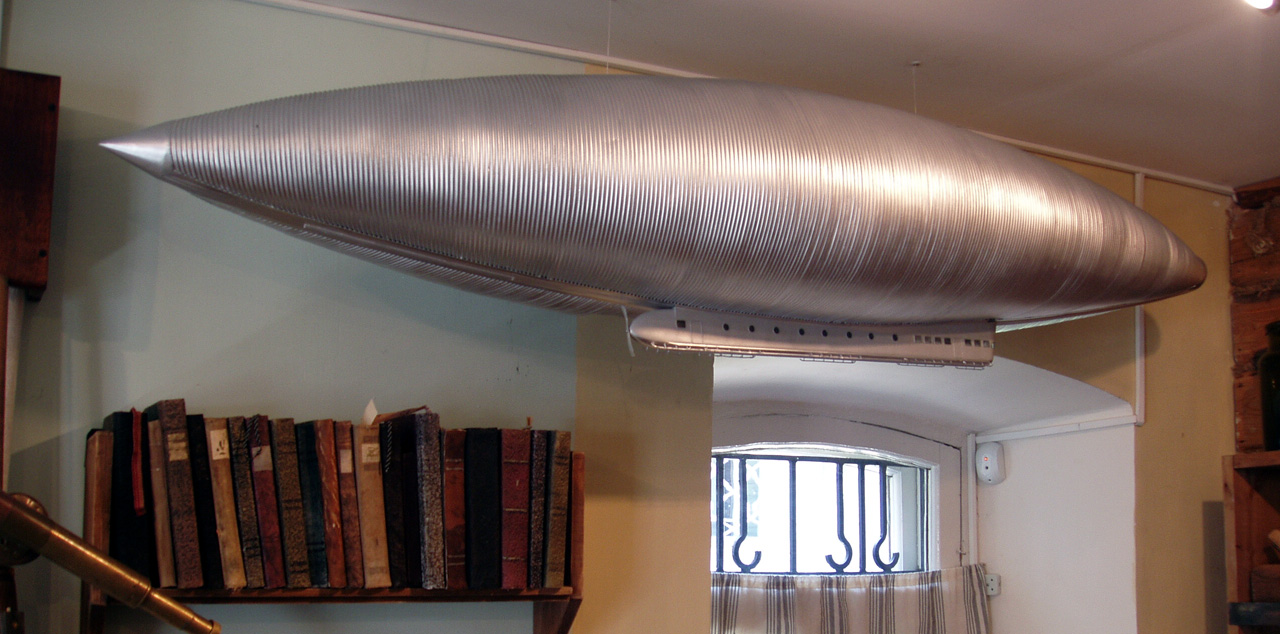
Модель аэростата Циолковского

Первый технически обоснованный проект большого грузового дирижабля был предложен в 80-х годах XIX века русским учёным Константином Эдуардовичем Циолковским.
В отличие от многих своих современников, Циолковский предлагал построить огромный даже по сегодняшним меркам — объёмом до 500 000 м³ — дирижабль жёсткой конструкции с металлической обшивкой.
Конструкторские проработки идеи Циолковского, проведённые в 1930-е годы сотрудниками «Дирижаблестроя» СССР, показали обоснованность предложенной концепции. Однако дирижабль построить так и не удалось: по большей части работы по крупным дирижаблям из-за многочисленных аварий были свёрнуты не только в СССР, но и во всём мире. Несмотря на многочисленность проектов возрождения концепции крупных дирижаблей, они до сих пор, как правило, не сходят с кульманов конструкторов.

#### Дирижаблестроение вСССР
В конце 1931 года при Главном управлении (ГУ) Главвоздухфлота была создана организация, которая должна была проектировать, производить и эксплуатировать дирижабли, а также совершенствовать методы их эксплуатации. Предприятие начало работать 5 мая 1932 года под названием «Дирижаблестрой»
В этот же месяц Дирижаблестрой получил из Ленинграда три дирижабля мягкого типа: СССР В-1, СССР В-2 (Смольный) и СССР В-3 (Красная звезда). Они предназначались для учебно-агитационных полётов и испытаний их применения в народном хозяйстве — 7 ноября 1932 года над Красной площадью прошли четыре советских дирижабля: В-1, В-2, В-3, а также В-4.
Дирижаблестрою была поставлена задача: организовать производство дирижаблей полужёсткого типа. Для этого в СССР был приглашён итальянский конструктор дирижаблей Умберто Нобиле, возглавивший организацию в 1932—1935 годах.

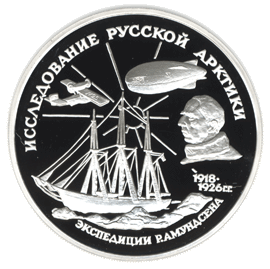
Памятная монета Банка России, посвящённая исследованиям Русской Арктики. Вверху слева — аэроплан, справа — дирижабль, в центре — парусное судно во льдах, справа от него — портрет Р. Амундсена, ниже — даты в две строки: «1918 • 1926 гг.».

В 1926 году Нобиле был командиром дирижабля «Норвегия», осуществившего под руководством Р. Амундсена первый перелёт на дирижабле через Северный полюс из Шпицбергена в Америку. В 1928 году У. Нобиле возглавил итальянскую экспедицию на Северный полюс на дирижабле «Италия», потерпевшем аварию. (В спасении участников этой экспедиции участвовал советский ледокол «Красин».)
Нобиле вместе с группой итальянских специалистов прибыл в Долгопрудный в мае 1932 года. К 1933 году СССР овладел техникой проектирования, строительства и эксплуатации дирижаблей мягкого типа.
В конце февраля 1933 года Нобиле совместно с советскими инженерами создал первый советский полужёсткий дирижабль СССР В-5. 27 апреля 1933 года В-5 совершил свой первый полёт продолжительностью 1 час 15 минут. До конца 1933 года В-5 совершил более 100 полётов.
В 1940 году существовавший до войны комбинат «Дирижаблестрой СССР» был законсервирован. Во время войны на его базе осуществлялись некоторые работы по подготовке аэростатов заграждений, а также модификации существующей воздухоплавательной техники, включая мягкие дирижабли. С 1940 по 1956 годы все работы, связанные с созданием и строительством воздухоплавательной техники, курировались 13-й Лабораторией ЦАГИ из г. Жуковский.
В 1956 г. предприятие возродилось под именем ДКБА) В 1956 году были зафиксированы массовые проникновения в воздушное пространство СССР беспилотных аэростатов-разведчиков, которые в режиме перманентного дрейфа на высоте осуществляли аэрофотосъёмку советских объектов. Специальным решением Правительства СССР решено было воссоздать индустриальный потенциал для разработки и создания разнообразной воздухоплавательной техники. Базовое предприятие ОКБ-424 было сформировано на территории бывшего «Дирижаблестроя» в городе Долгопрудный. Руководителем ОКБ-424 был назначен М. И. Гудков. В послевоенное время на базе ДКБА дирижабли создавались как прототипы и экспериментальные образцы. В 1958 году этим ОКБ был создан большой стратостат для испытания оборудования и подготовки пилотов к выполнению космических полётов СС-«Волга». 1 ноября 1962 года на нём были совершены рекордные парашютные прыжки Андреева и Долгова. В конце 1970-х годов по заказу ВВС в ДКБА был разработан дирижабль линзообразной формы. В рамках этого проекта был создан 15-метровый прототип дирижабля в форме линзы, который даже прошёл ряд тестов.
В начале 1980-х были произведены расчёты дирижабля для нужд ВМФ, но из-за начавшихся проблем с финансированием во время перестроечных реформ проект был законсервирован.
После распада СССР госпредприятие «ДКБА» получило статус федерального унитарного государственного предприятия (ФГУП) стало стержневым предприятием нарождающейся индустрии.

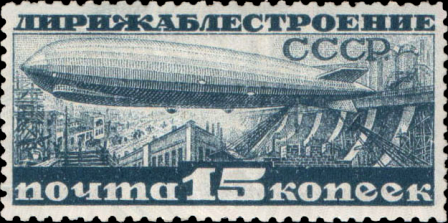
Почтовая марка СССР. 1931 год. Дирижаблестроение: дирижабль над Днепростроем

## Современные дирижабли
В конце XX века возобновился интерес к дирижаблям: теперь вместо взрывоопасного водорода применяется инертный гелий, получение которого стало относительно дешёвым с развитием техники. Тем не менее до сих пор сфера их применения остаётся весьма ограниченной: рекламные, увеселительные полёты, наблюдение за дорожным движением и т. п. Существует несколько проектов возрождения во многих странах Европы, в США, а также в России.

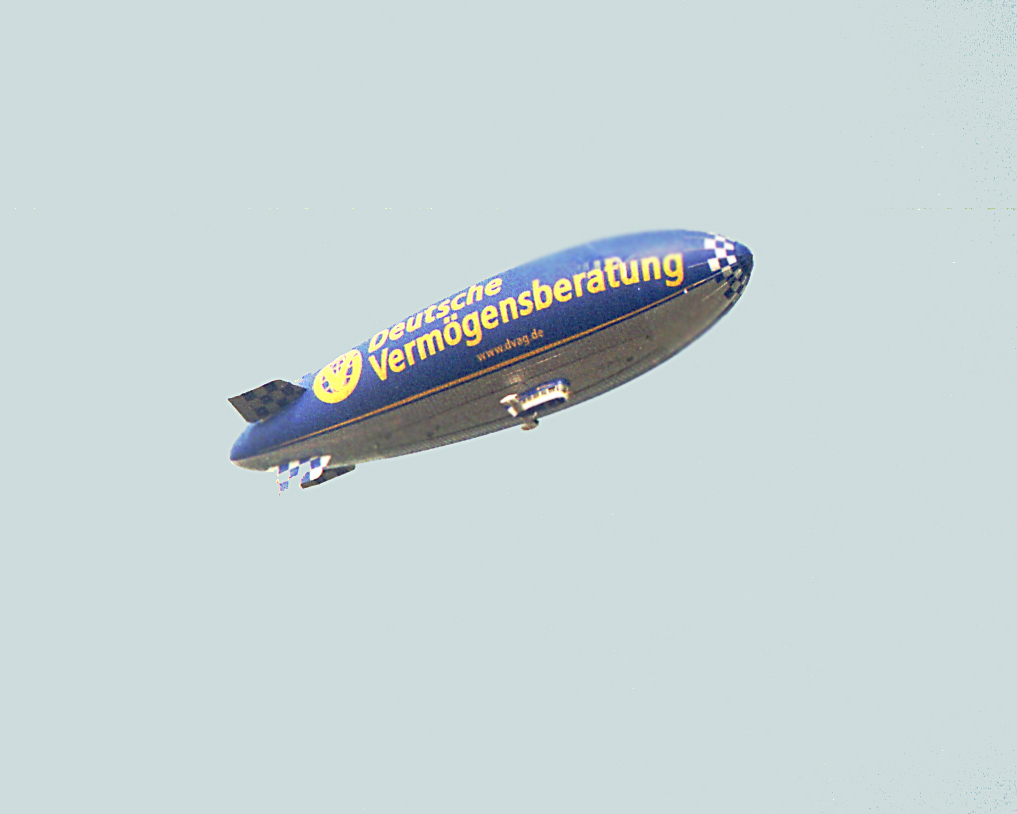
Дирижабль над Нюрнбергом. 2001 год
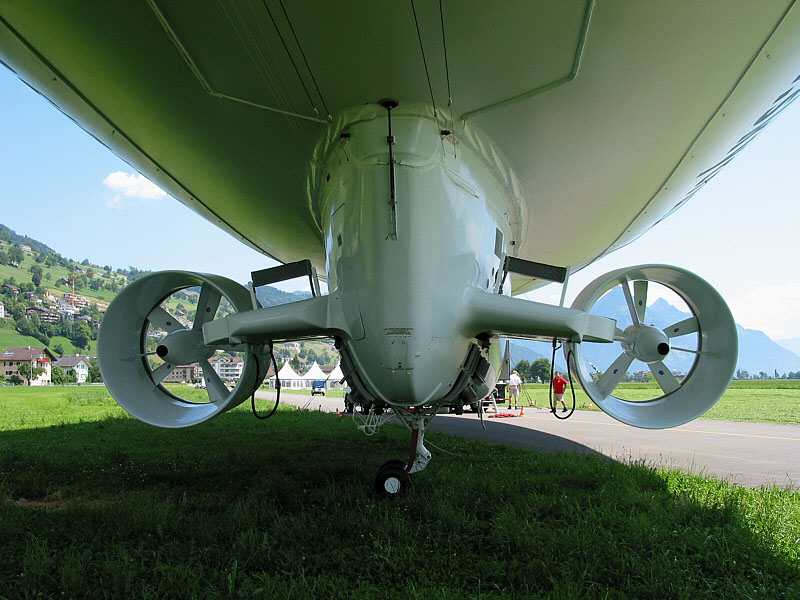
У современных дирижаблей воздушный винт применяется в качестве рулевого винта[20].
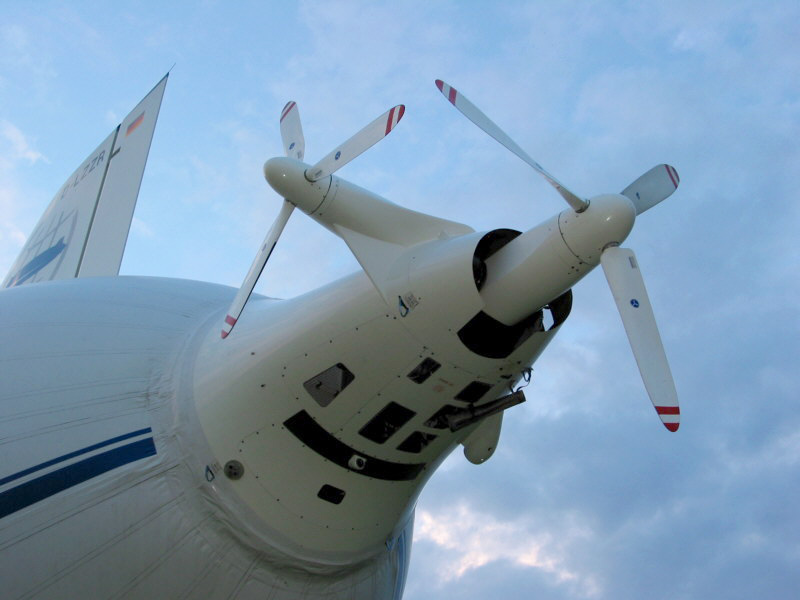
Кормовой пропеллер немецкого дирижабля «Zeppelin NT».
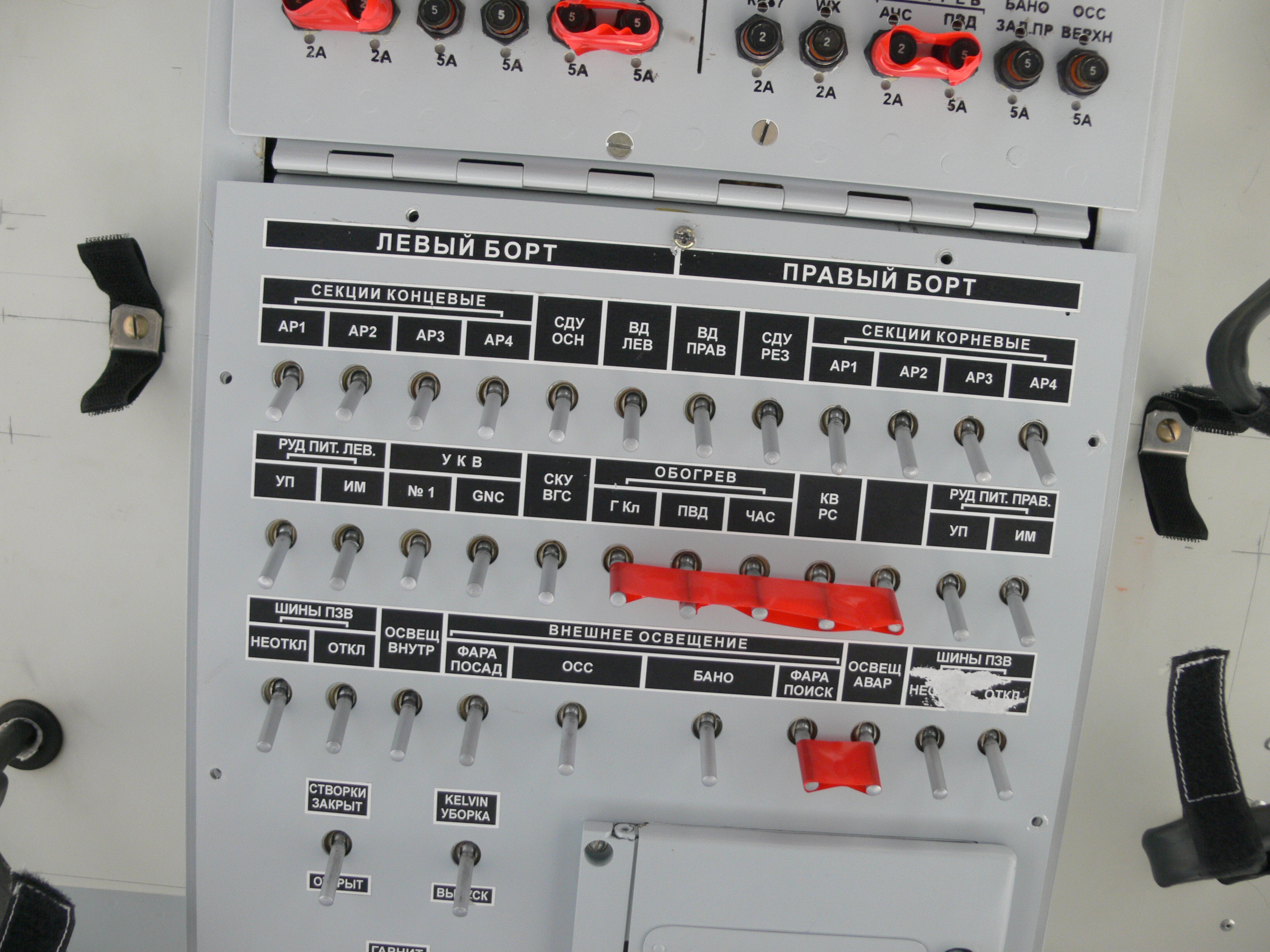
Часть панели управления дирижабля Au-30.

### Беспилотные дирижабли

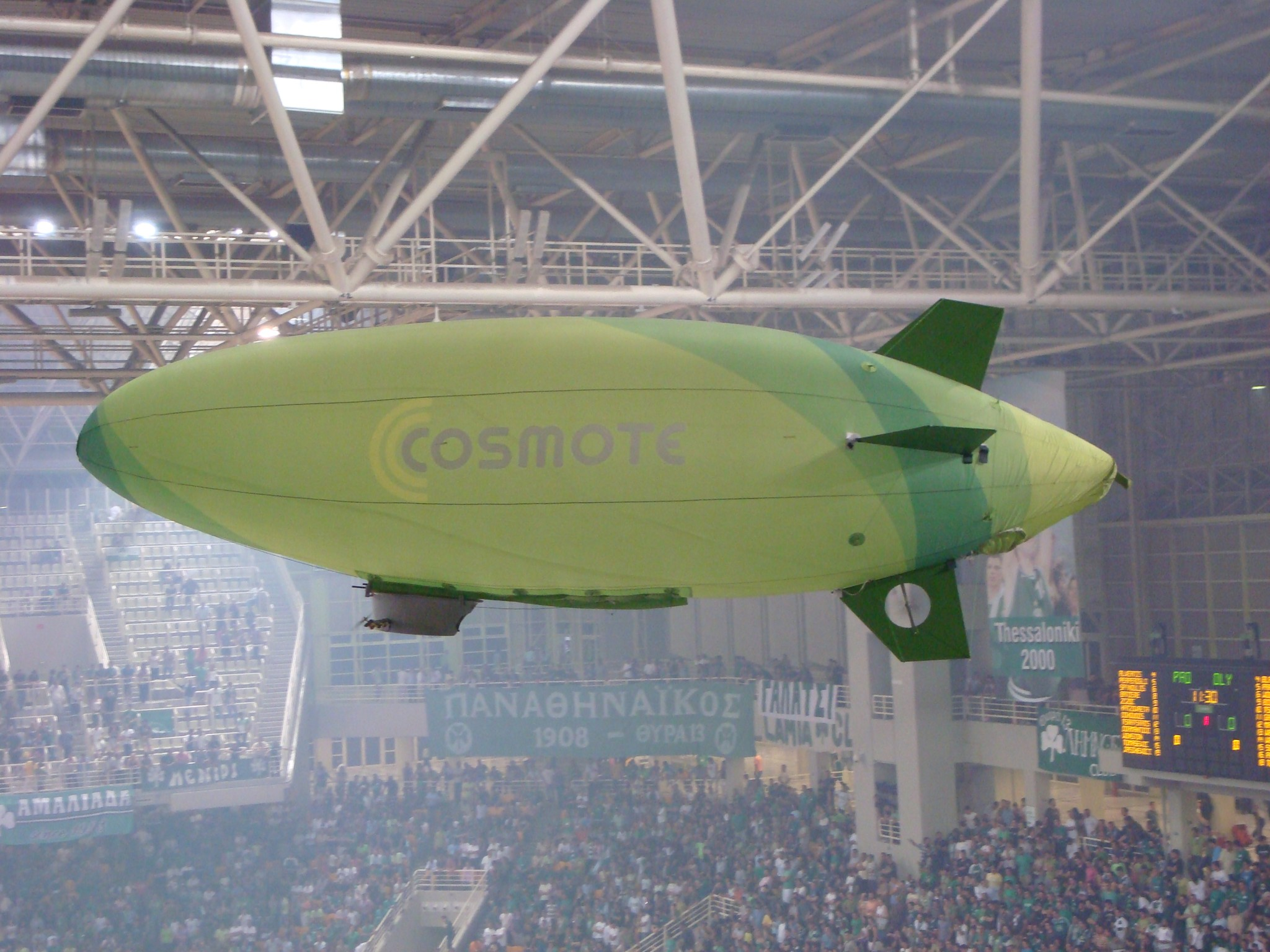
Беспилотный дирижабль.

В настоящее время беспилотные дирижабли используются для высотного видеонаблюдения. В состав оснащения входят бортовые камеры, которые позволяют производить круглосуточный мониторинг территорий. Одним из очевидных преимуществ дирижабля БПЛА над своим аэродинамическим собратом является отсутствие тенденции дирижаблей к немедленному падению на землю в случае возникновения у беспилотной машины технических неисправностей. Это тенденция особенно полезна именно БПЛА, ведь согласно статистике, приведённой в докладе Исследовательской службы Конгресса США (Congressional Research Service), БПЛА имеют в 100 раз большую вероятность разбиться, чем обычные пилотируемые машины (наземный оператор не всегда в состоянии быстро отреагировать на нештатную ситуацию.) Небольшие радиоуправляемые дирижабли также используются в качестве летающих рекламных реплик различных предметов. Например, 1:1 по размеру модель автомобиля. Такие дирижабли популярны на выставках, а также во время спортивных мероприятий на закрытых стадионах.. Предполагается, что беспилотные стратосферные дирижабли на солнечной энергии (наподобие NASA Pathfinder) смогут длительное время находиться на высоте порядка 30 км и обеспечивать наблюдением и связью очень большие территории, оставаясь при этом малоуязвимыми для средств ПВО; такие аппараты будут во много раз дешевле спутников.

### США

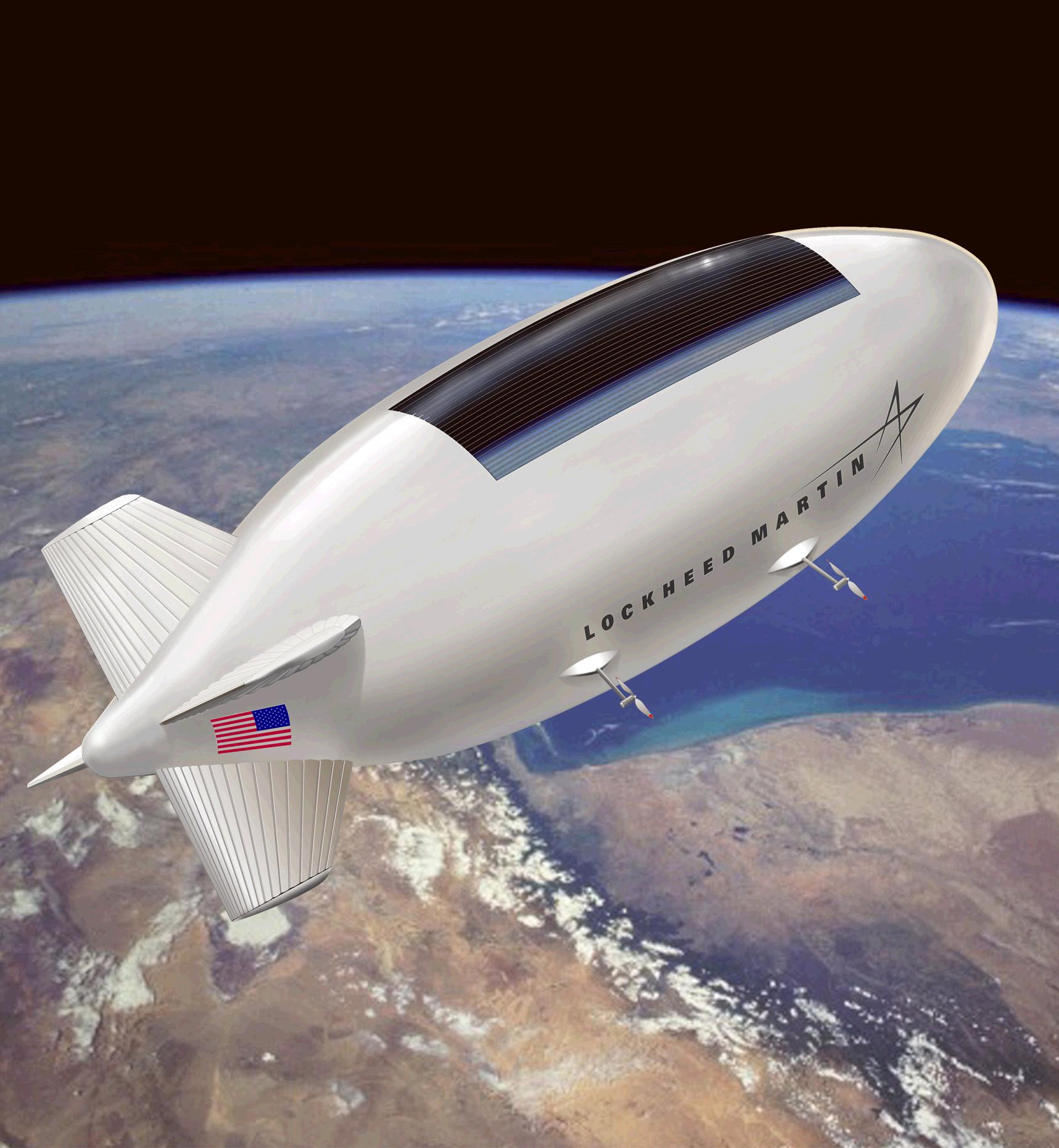
В США ведутся работы по проектированию стратосферных дирижаблей.

Разработка дирижаблей Пентагоном ведётся по двум направлениям. С одной стороны, создаются небольшие дешёвые аэростаты и дирижабли тактического назначения, с другой стороны — ведутся работы по проектированию стратосферных дирижаблей стратегического назначения.
В начале 2005 года американские военные объявили об испытаниях на полигоне в Аризоне мини-аэростата «Combat SkySat Phase 1», который позволил связаться наземным службам на расстоянии в 320 км. Масса мини-аэростата около 2 кг, при массовом производстве стоимость может составлять около 2000 USD.
В Федеральную авиационную администрацию США телекоммуникационная компания «Globetel» подала заявку на испытательный полёт дирижабля «Stratellite» с телекоммуникационной платформой на борту для поддержки связи на площади около 800 тысяч км².
Возможно, дирижаблям найдётся применение и в разрабатываемой американцами программе Future Combat Systems. Именно с помощью дирижаблей высокой грузоподъёмности США планируют перебрасывать технику к местам военных конфликтов. В 2005 году Агентство передовых оборонных исследовательских проектов Пентагона (DARPA) объявило о разработке программы строительства сверхтяжёлого транспортного дирижабля «Walrus» с грузоподъёмностью от 500 до 1000 тонн. Дальность полёта должна была составлять около 22 тыс. км, которые он должен был преодолеть за неделю (эта программа была свёрнута в 2006 году). DARPA также по заказу ВВС США провела изыскания в области разработки разведывательного аэростата, способного действовать на верхней границе стратосферы, то есть на высоте порядка 80 км. Фактически это будет суборбитальный аппарат.
В феврале 2005 года в Ираке Пентагон провёл испытания дирижабля «MARTS» (Marine Airborne Re-Transmission Systems), который снабжён аппаратурой, позволяющей поддерживать связь с подразделениями в радиусе 180 км. Он способен противостоять ветру до 90 км/час и в течение двух недель висеть в воздухе без наземного обслуживания.
Американская компания «JP Aerospace» готовит к испытаниям 53-метровый V-образный дирижабль «Ascender». Первый полёт предусматривает подъём на высоту около 30 км и возвращение на землю. В случае успешных испытаний Пентагон предполагает возможность открыть финансирование на постройку крупного трёхкилометрового V-образного дирижабля стратосферного назначения.
Американская компания Worldwide Aeros Corp изобретателя И. Пастернака в 2013 году выпустила грузовой дирижабль Dragon Dream.

### Европа
| 1986−1989 | 1990−1992 | 1993−1994 | 1995−2000 | 2001−2002 | 2003 | 2004−2008 |
| --------- | --------- | --------- | --------- | --------- | ---- | --------- |
| 2         | 3         | 2         | 3         | 5         | 6    | 4         |

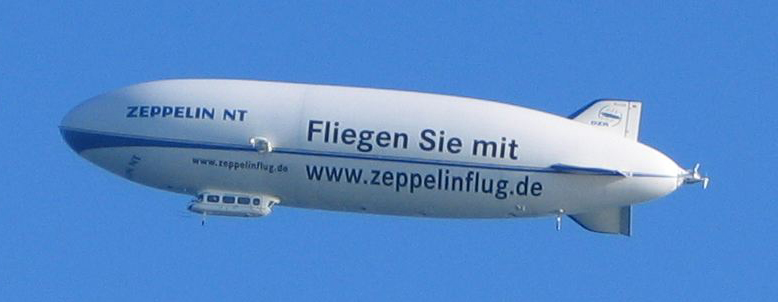
Современный полужёсткий дирижабль «Zeppelin NT», Германия. Дирижабли этого типа производятся с 1990-х годов немецкой компанией Zeppelin Luftschifftechnik GmbH (ZLT) в Фридрихсхафене. Это дирижабли объёмом 8225 м³ и 75 м в длину. Они значительно меньше, чем старые Цеппелины, которые достигали максимального объёма в 200 000 м³. Кроме того, они наполнены исключительно невоспламеняющимся гелием.

Компания Aerospace Adour Technologies совместно с французской почтовой службой изучает возможность эксплуатации дирижаблей для транспортировки посылок. Другая французская компания, Theolia, специализирующаяся на возобновляемой энергии, финансирует строительство дирижабля и планирует тестовый перелёт через Атлантику.
Германская компания Deutsche Zeppelin-Reederei использует дирижабли нового поколения для перевозки туристов и научных грузов. В прошлом году пассажирами компании стали 12 тысяч человек. По причине нестабильности и зависимости дирижаблей от погоды компания осуществляет полёты только с марта по ноябрь.

#### CL160 — несостоявшийся полёт воздушного гиганта

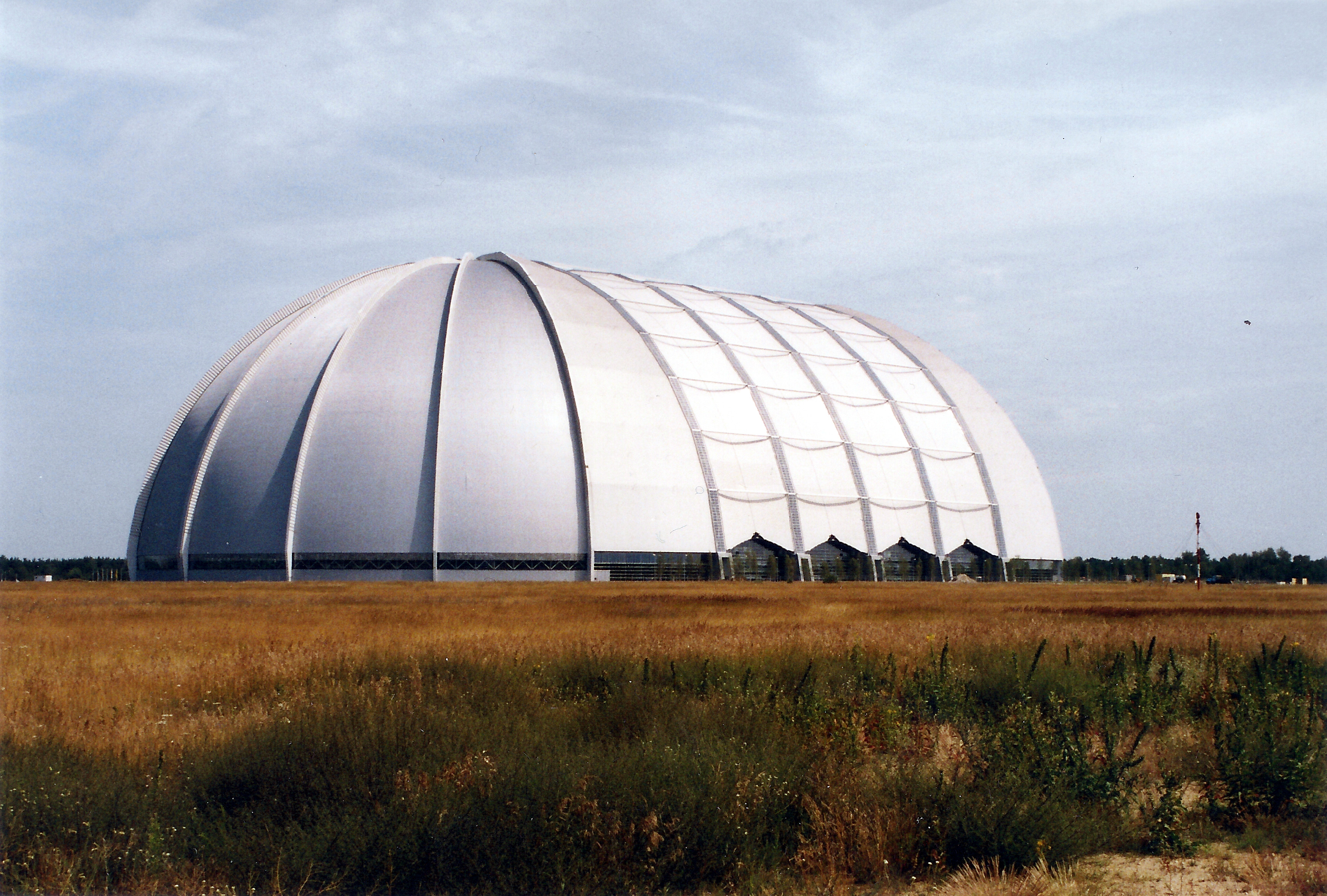
Ангар (360 м в длину, 220 м в ширину и 106 м в высоту)

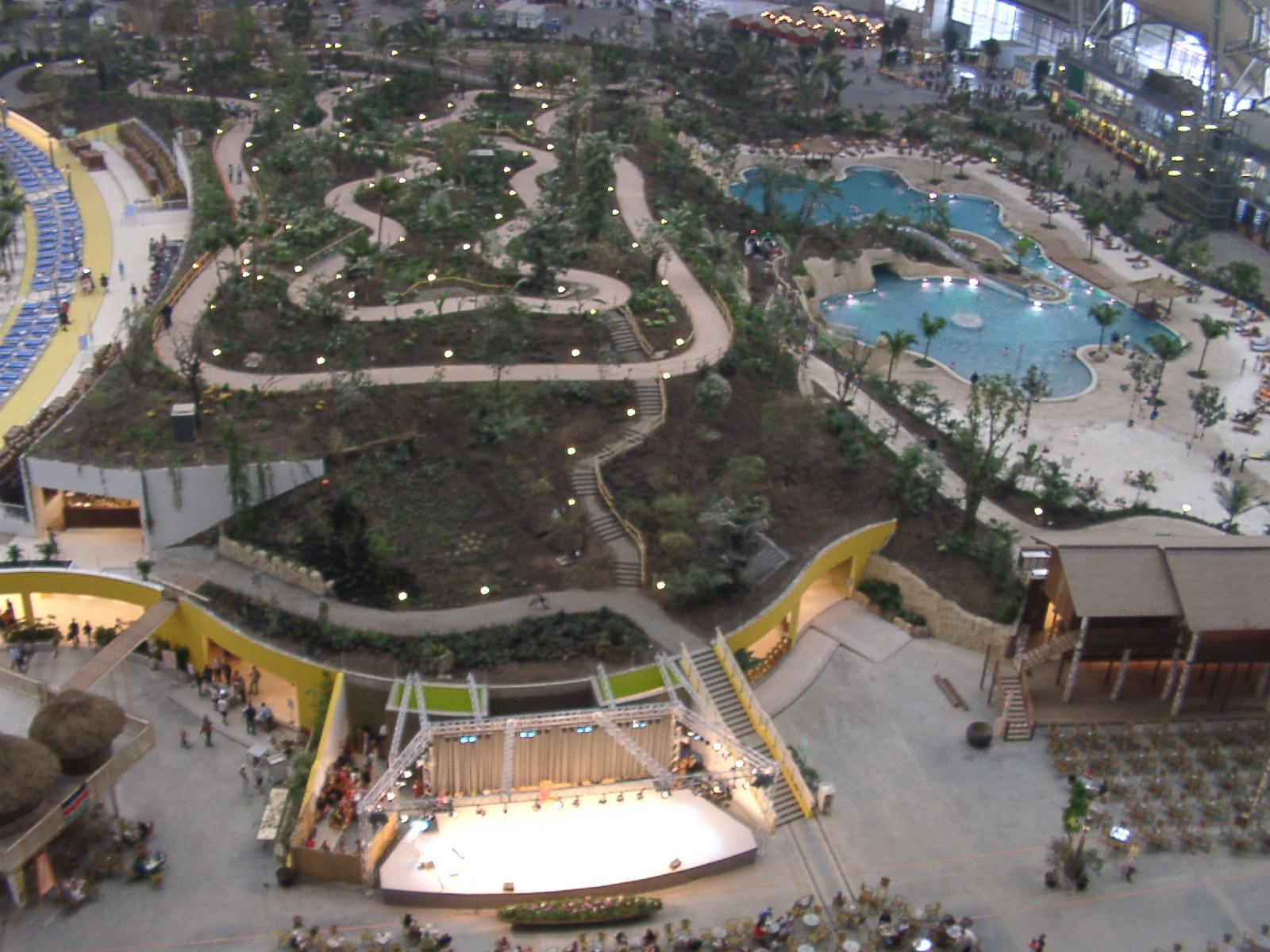
парк развлечений «Тропические острова» в ангаре

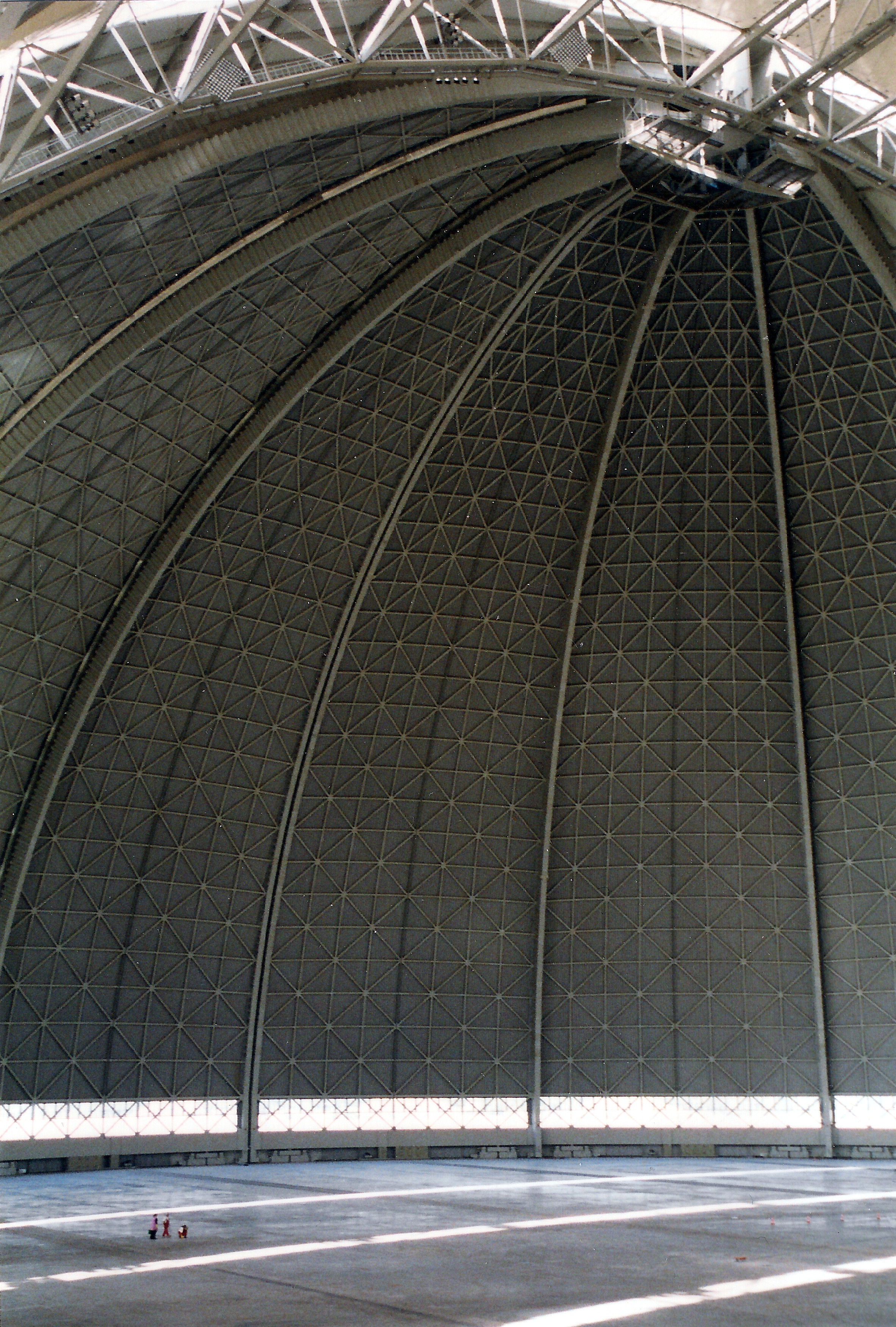
Внутреннее пространство ангара

Ныне прекратившая своё существование компания Cargolifter AG возникла 1 сентября 1996 года в Висбадене (Германия), и была создана для предоставления услуг и материально-технического обеспечения в области транспортировки тяжеловесных и негабаритных грузов. Этот сервис был основан на идее создания дирижабля большой грузоподъёмности CargoLifter CL160.
Однако этот дирижабль (объём 550 000 м³, длина 260 м, диаметр 65 м, высота 82 м), предназначенный для перевозки 160 тонн полезного груза на расстояние до 10 000 км, так и не был построен, несмотря на значительный объём работ, проделанных в этой области. Тем временем на неиспользуемом военном аэродроме был построен ангар, предназначенный для производства и эксплуатации CL160. Ангар (360 м в длину, 220 м в ширину и 106 м в высоту), был сам по себе чудом техники и является до сих пор самым большим подобным объектом, превышая по размерам эллинги 1930-х годов.

### Россия
В конце 1980-х — начале 1990-х годов в СССР появился проект «Термоплан», отличительной особенностью которого являлось использование для создания подъёмной силы помимо гелиевой секции дирижабля и секцию с воздухом, нагреваемым двигателями (идея высказанная К. Э. Циолковским в 90-х годах XIX века). Благодаря этому удалось снизить вес непроизводительного балласта на 70-75 % в сравнении с дирижаблями других конструкций и, следовательно, повысить экономичность (до 28,125 грамм на тонно-километр для проектной грузоподъёмности 2000 кг). Кроме того, такому дирижаблю не нужны закрытые эллинги и причальные мачты, что резко снижает стоимость обслуживающей инфраструктуры. Дискообразная форма корпуса позволяет осуществлять полёт при боковом и встречном ветре в 20 м/с.
В 1990-е годы ФГУП ДКБА разрабатывает проект дирижабля мягкой конструкции 2ДП с грузоподъёмностью около 3 тонн, а после пересмотра техзадания и указания на необходимость создание аппарата с большей грузоподъёмностью проект продолжается под названием «дирижабль ДС-3». В 2007 году подготовлен аванпроект этого аппарата.
Сегодня[когда?] на базе ДКБА ведутся разработки дирижаблей с грузоподъёмностью 20, 30, 55, 70, 200 тонн. Проведена значительная часть работ по проекту дирижабля «линзообразной» формы ДП-70Т, который предназначен для транспортировки грузов с безэллинговой круглогодичной эксплуатацией во всех климатических зонах. На конструктивной основе этого дирижабля проработаны варианты дирижабля с грузоподъёмностью 200—400 т.
Также ведётся разработка многофункционального дирижабля полужёсткой конструкции ДП-4 с грузоподъёмностью 4-5 тонн. Для большей конкурентоспособности ФГУП ДКБА прорабатывает дирижабельные проекты с использованием штатных авиационных комплектующих и узлов, включая шасси, двигатели, авионику, что обеспечивает высокое качество изделия при значительном снижении издержек производства.
Компания «Авгуръ» в 2000 году на территории тульского аэропорта провела лётные испытания привязного унифицированного аэростата «УАН-400», имевшего на борту комплекс радиолокационного наблюдения и связи «Кордон-2». Аэростат привязной, поднимается и опускается при помощи лебёдки из кузова военного шасси «ГАЗ-66», имеет объём 400 м³, грузоподъёмность — 120 кг, высота подъёма — 1200 метров. В качестве базовой РЛС использована разработка тульского НИИ «Стрела» — комплекс «Кредо-1Е» с щелевой антенной диапазона 2 см. Уже на высоте 300 метров станция имеет возможность засекать все предметы в радиусе 40 километров, движущиеся со скоростью не менее 2,5 км/час.
На МАКС-2005 были представлены некоторые уже построенные российские дирижабли производства НПО «Авгуръ-РосАэроСистемы». Дирижабль «Au-12м» имеет объём 1250 м³, его длина — 34 метра, рабочая высота достигает 1500 метров, скорость — до 90 км/час, время пребывания в воздухе — 6 часов, дальность полёта до 350 км, экипаж — 2 человека. Представленные экспонаты заинтересовали потенциальных заказчиков, уже в ближайшее время «НПО Авгуръ-РосАэроСистемы» планирует перейти к серийному производству некоторых моделей.

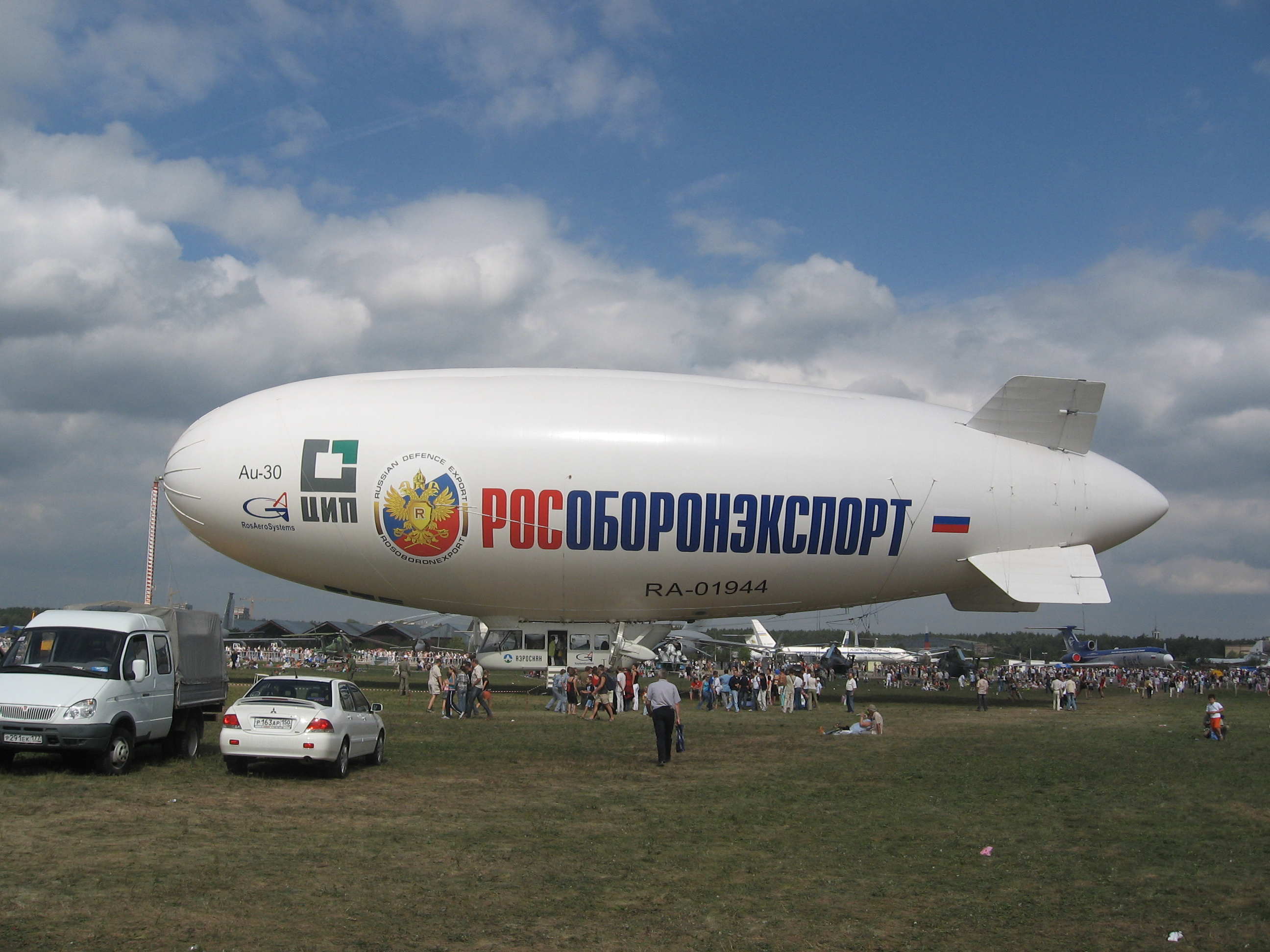
Au-30 на МАКС-2007:
Объём оболочки — 5200 м³
Диаметр оболочки — 13,5 м
Длина дирижабля — 54 м
Строительная высота дирижабля — 17,5 м
Масса конструкции дирижабля — 3350 кг
Масса полезной нагрузки — 1500 кг

Разработанный и построенный в «НПО Авгуръ-РосАэроСистемы» 10-местный дирижабль Au-30 уже нашёл применение для мониторинга инфраструктурных объектов и вскоре станет элементом одной из государственных программ по развитию дирижаблестроения. «НПО Авгуръ-РосАэроСистемы» разработало и построило крупнейший в России аэростат военного назначения «Пума», объём которого составляет 11800 м³, полезная нагрузка — 2,2 тонны. Аэростат «Пума» способен совершать непрерывное боевое дежурство в течение 25 дней, выдерживая во время дежурства на расчётной высоте ветер силой до 12 баллов по шкале Бофорта (около 33 м/сек).
В перспективных разработках у компании стратосферный дирижабль «Беркут» с рабочим потолком 20000 метров и автономностью в 4 месяца, а также объёмом 320 тыс. м³, длиной 250 метров, диаметром — 50 метров. Он рассматривается как телекоммуникационная платформа с площадью покрытия до 500 тысяч км². Для обеспечения дирижабля будут служить солнечные батареи площадью 8 тыс. м².
Также дирижабли (в том числе и беспилотные) могут применяться для патрулирования автодорог, наблюдения за общественным порядком на крупных массовых мероприятиях, в рекламных целях и т. д.
В настоящее время в системе МВД России не имеется специализированных авиационных подразделений и средств авиации, в связи с чем в установленном порядке используется техника Росгвардии.

Российская компания «Аэроскан» в 2006 году начала использовать дирижабли для пространственно-технического мониторинга местности и инженерных объектов.
Правительство Свердловской области в октябре 2006 года объявило о намерении организовать в регионе производство дирижаблей. Для организации производства будет выделено $30 млн. В проекте будут принимать участие: ОАО «Уральский завод гражданской авиации», ФГУП ПО «Уральский оптико-механический завод», ФГУП «НПО Автоматики», ФГУП ОКБ «Новатор» и ОАО НПП «Старт». При этом стоимость зарубежных аналогов таких летательных аппаратов, как правило, в 2,5-4 раза выше, чем российских.
Российский концерн «Радиоэлектронные технологии» начал исследования в разработке дирижаблей противоракетной обороны. Дирижабли с антенными системами можно будет использовать для обнаружения пусков межконтинентальных баллистических ракет и для слежения за траекторией полёта их головных частей.

### Беларусь
В Военной академии Белоруссии началось проектирование многоцелевого дирижабля разведывательного дозора с информационно-разведывательной платформой, способной заменить самолёт-разведчик А-50 в комплекте с пятью патрульными самолётами в придачу. Шесть таких дирижаблей, установленных на высоте порядка четырёх километров, способны обеспечить надёжную радиосвязь (включая мобильную) на территории всей Белоруссии.

### Перспектива возрождения
На современном устоявшемся, освоенном рынке перевозок, плотно уже занятом четырьмя хорошо развитыми его «китами» (водным, железнодорожным, авиа и автотранспортом), любой другой вид транспорта может завоевать себе долю лишь при наличии области применения, обеспечивающей для него два основных условия:
1. достаточный уровень конкурентоспособности;
2. масштаб — достаточный для выхода на уровень рентабельности именно как вида отрасли, а не в единичных случаях.

Существует множество мест на нашей планете, отвечающих первому условию — конкурентоспособности — для дирижабля; но до сих пор то всё были хозяйственно разрозненные области применения, по отдельности не удовлетворяющие второму условию — достаточному масштабу.

Между тем, ещё Умберто Нобиле отмечал:

«… В мире существует ещё по крайней мере одна страна, где дирижабли могли развиваться и широко с пользой применяться. Это — Советский Союз с его обширной территорией, по большей части равнинной. Здесь, особенно на севере Сибири, огромные расстояния отделяют один населённый пункт от другого. Это осложняет строительство шоссейных и железных дорог. Зато метеорологические условия весьма благоприятны для полётов дирижаблей.»

Однако лишь теперь ситуация меняется кардинально — начавшееся освоение огромного российского региона Заполярья, Сибири и Дальнего Востока, инициированное прежде всего плановым развитием Северного морского пути (СМП), создаёт как раз такую, обеспечивающую для дирижабля оба вышеуказанных условия, область применения:
1. На Крайнем севере, с его вечной мерзлотой и болотами, развитие инфраструктуры традиционных видов транспорта (как наземных, так и авиа) чрезвычайно сложно и дорого — что делает использование здесь дирижаблей (в первую очередь крупнотоннажных) уверенно конкурентоспособным;
2. Масштабное освоение месторождений полезных ископаемых, прежде всего углеводородных (газа, нефти, угля) и руд, а также важность фактора конкурентоспособности Севморпути как международного транзита, вкупе с давно существующими проблемами логистики Северного завоза, создают суммарную потребность в по-настоящему масштабном развитии внутриконтинентальных перевозок (до портов СМП).

Всё это в итоге формирует уникальную в современном мире гигантскую область применения, обеспечивающую общую рентабельность воссоздания с нуля отраслевого тандема — дирижаблестроения и перевозок дирижаблями.
И что не менее важно, даёт России исключительное конкурентное преимущество в этих отраслях — в том числе и на мировом рынке.

## В искусстве

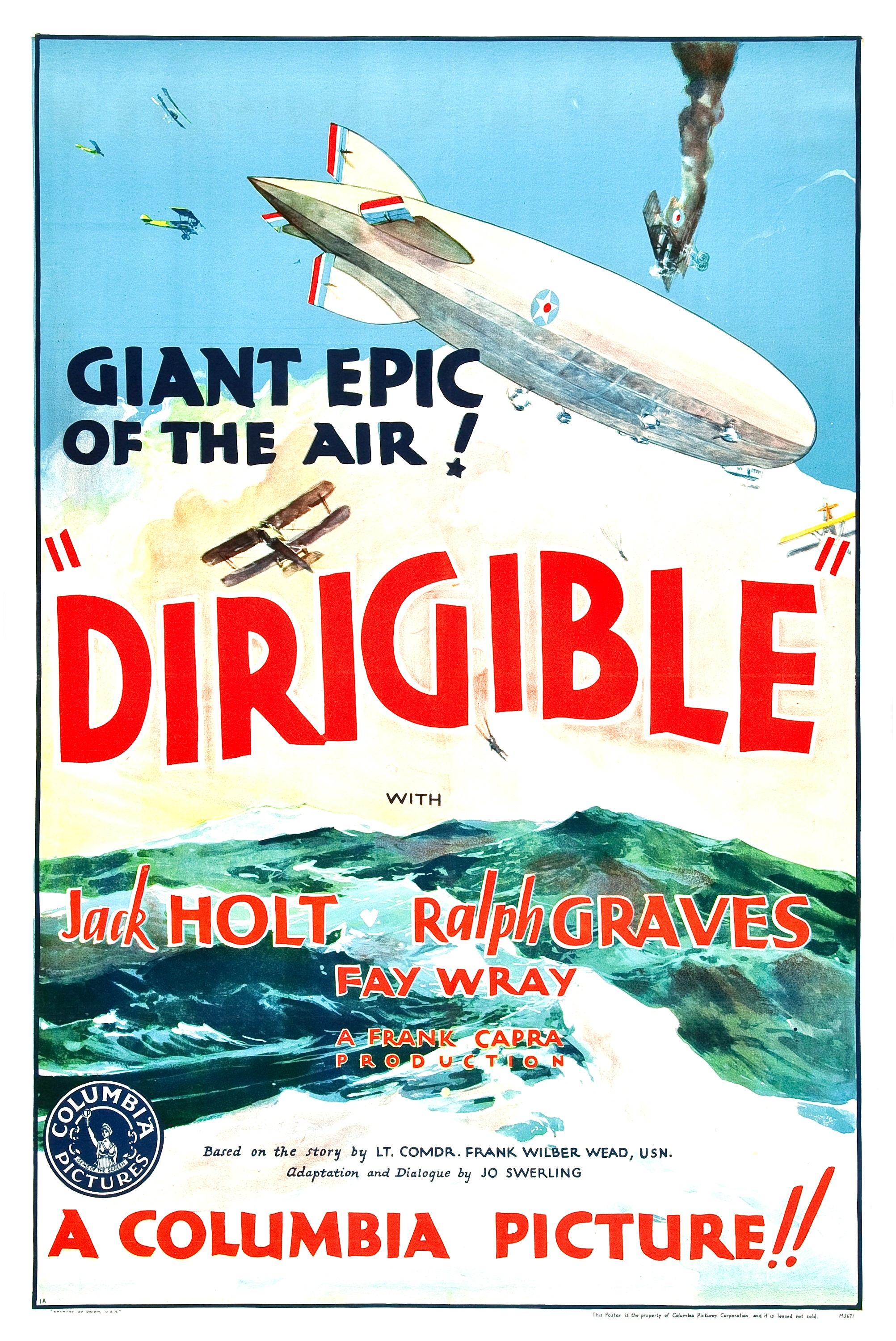
Рекламный постер к фильму Дирижабль, 1931

- В 1931 году американская кинокомпания Columbia Pictures выпустила художественный фильм Дирижабль[англ.].

## В филателии
История дирижаблей и дирижаблестроения отображена в почтовых марках разных стран мира:

Дирижабли на почтовых марках
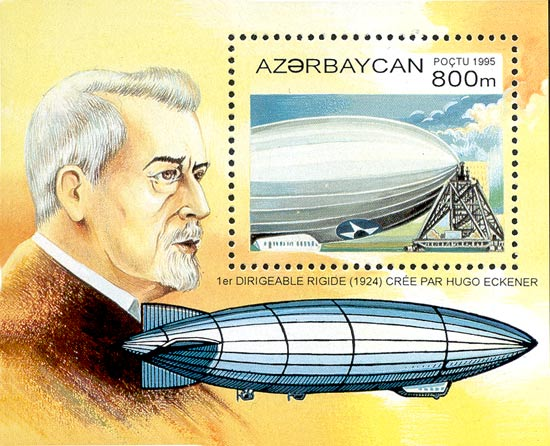
Дирижабль LZ-126 Хуго Эккенера 1924 года на почтовой марке Азербайджана
Дирижабль «Норвегия» над Ленинградом, май 1926 года
Дирижабль «Альбатрос», Россия, 1910 год
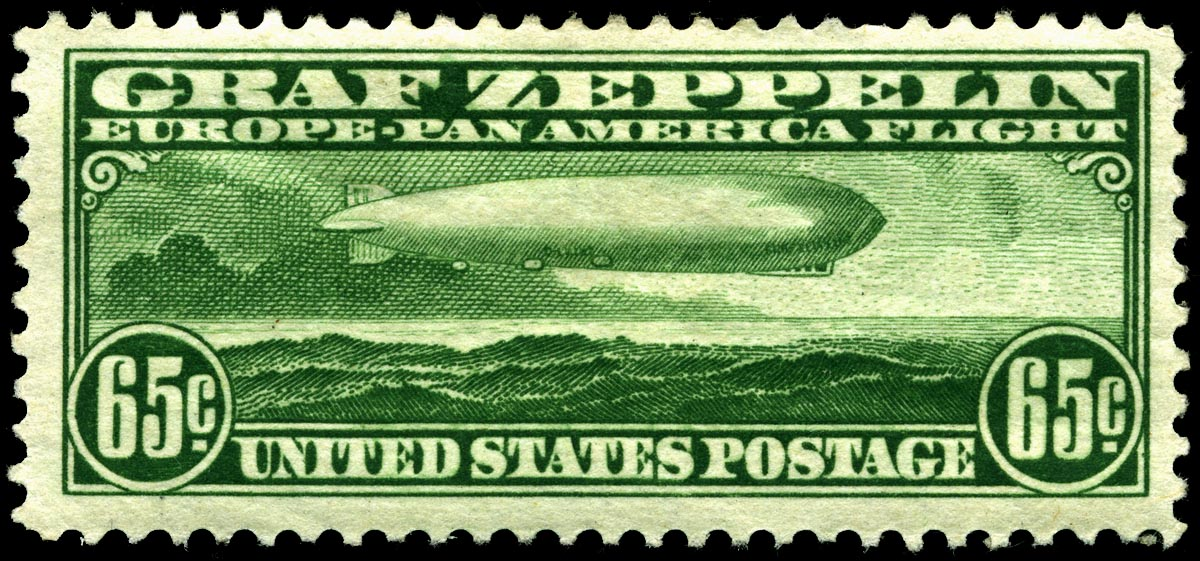
Марка с «Цеппелином» номиналом 65 центов 1930 года, выпущенная в апреле для панамериканского перелёта в мае-июне дирижабля «Граф Цеппелин»
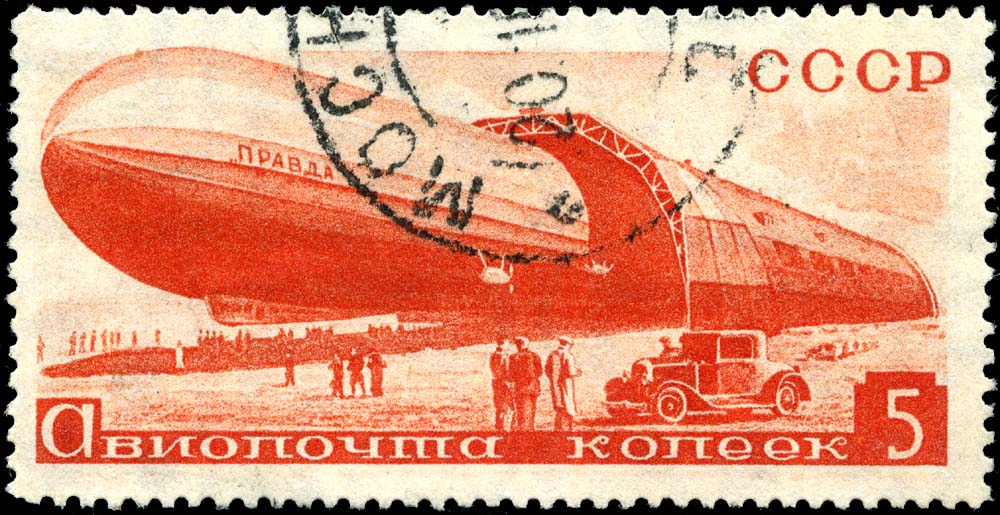
Почтовая марка СССР, 1934 год. Дирижабль «Правда».
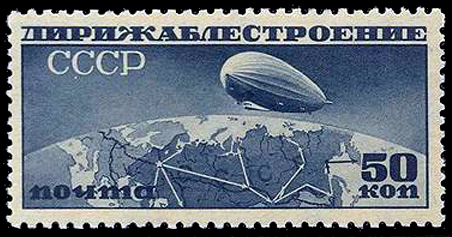
Почтовая марка СССР (аспидка), 1931 год
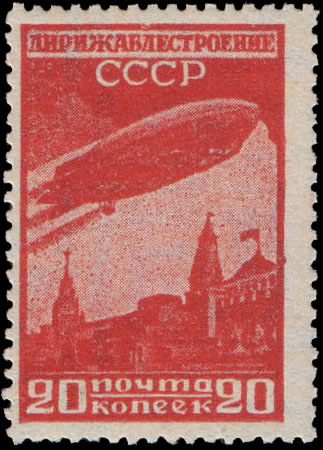
Почтовая марка СССР, 1931 год
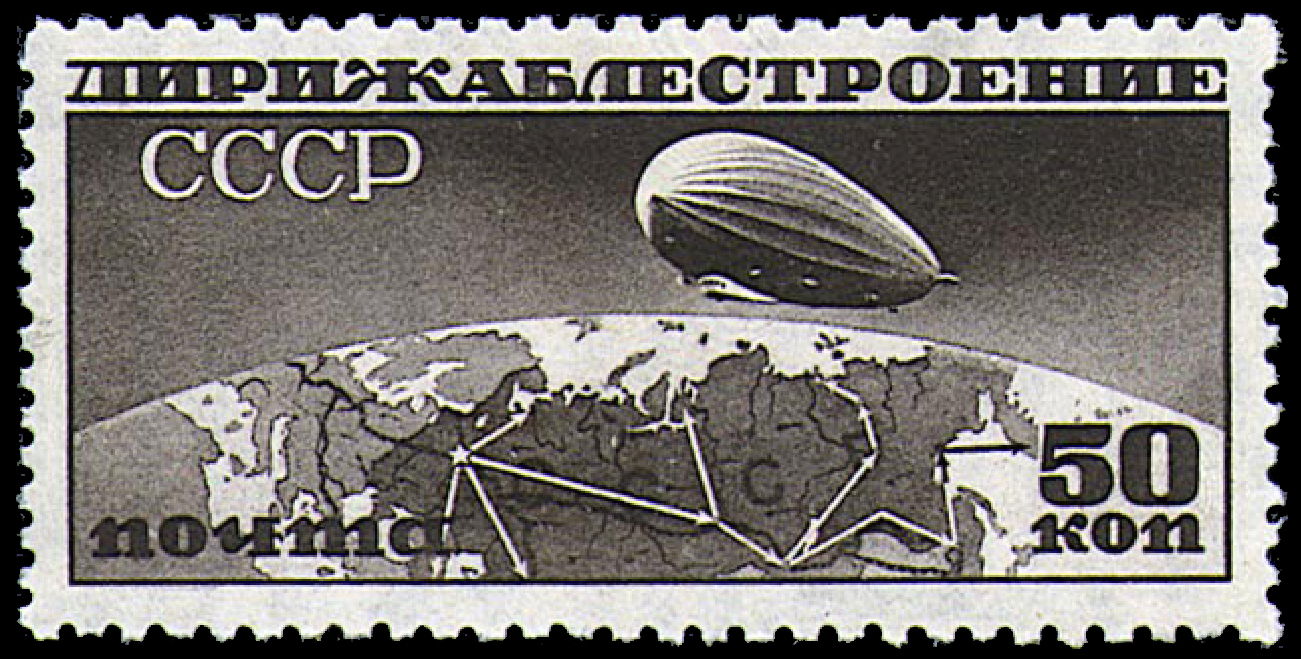
Почтовая марка СССР, 1931 год
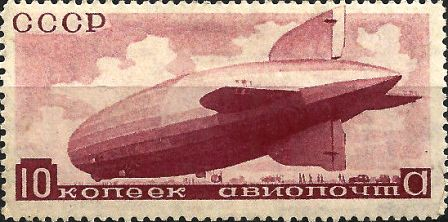
Почтовая марка СССР, 1934 год. Приземление дирижабля
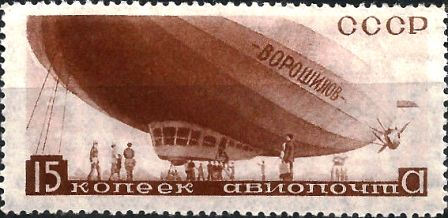
Почтовая марка СССР, 1934 год. Дирижабль «Ворошилов»
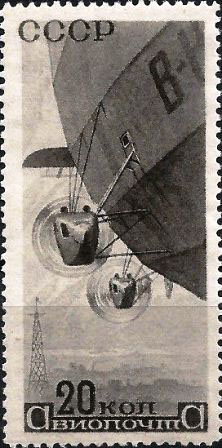
Почтовая марка СССР, 1934 год. Моторная группа дирижабля
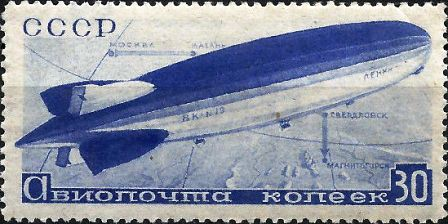
Почтовая марка СССР, 1934 год. Дирижабль «Ленин»
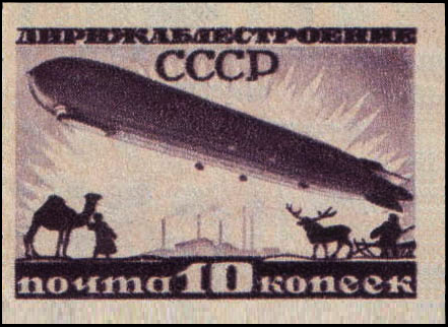
Почтовая марка СССР, 1931 год. Дирижабль в полёте
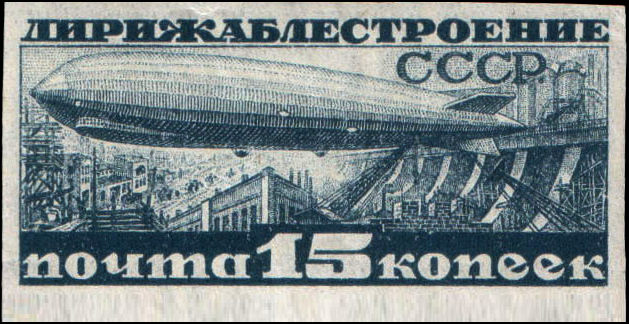
Почтовая марка СССР, 1931 год. Дирижабль над Днепростроем
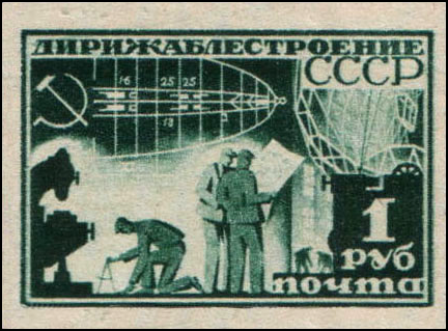
Почтовая марка СССР 1931 год. Конструирование дирижабля
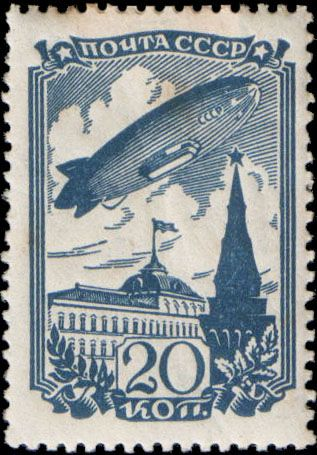
Почтовая марка СССР, 1938 год. Дирижабль «СССР В-1» над Московским Кремлём

## В астрономии
В честь первого жёсткого дирижабля «Шютте-Ланц» назван астероид (700) Ауравиктрикс, что в переводе с латинского означает «победа над ветром». Астероид открыт в 1910 году и назван после первого полёта дирижабля в 1911 году.

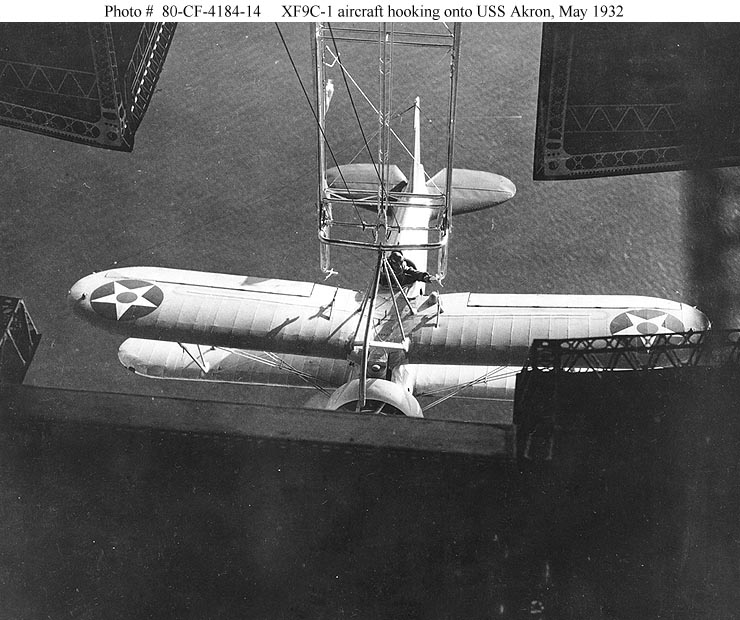
Истребитель Curtiss XF9C-1 Sparrowhawk в момент посадки на авианесущий дирижабль USS Akron (ZRS-4)
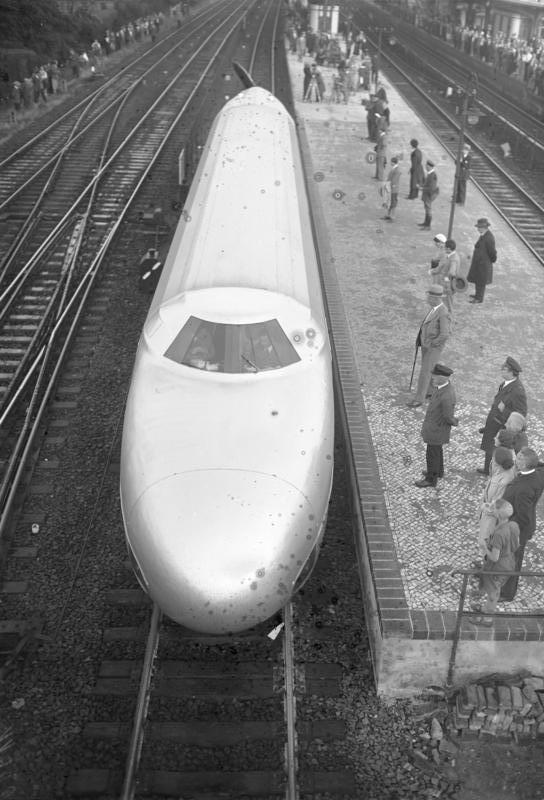
Рельсовый цеппелин